# Ibn Battúta

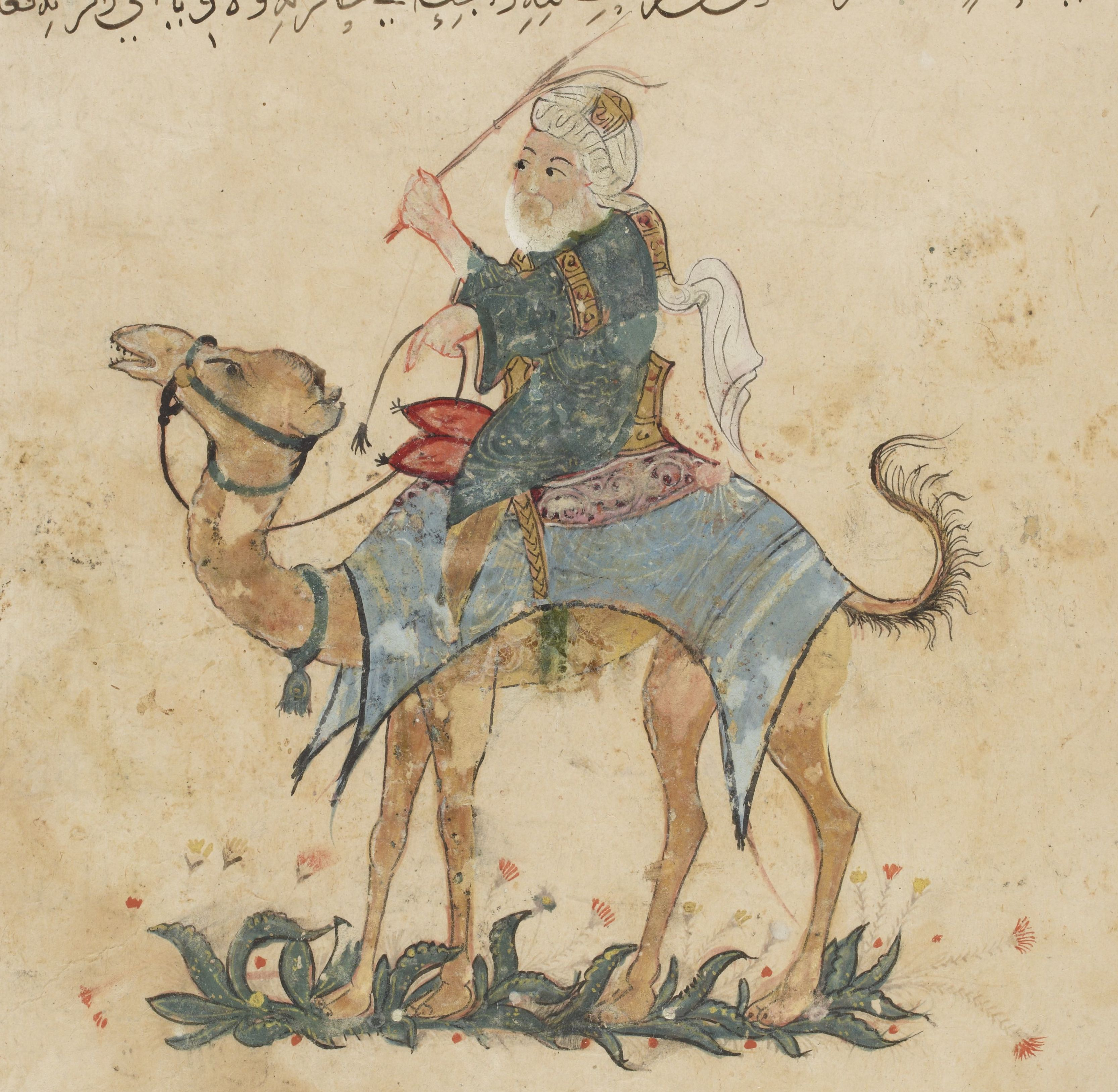
Egy hagyományosan Ibn Battútához kötött festmény. A kép valójában az utazó születése előtt készült

Abu Abdullah Muhammad Ibn Battúta (arabul: أبو عبد الله محمد ابن بطوطة), vagy röviden Ibn Battúta (Tanger, 1304. február 25. – 1378) marokkói berber származású muszlim tudós és felfedező, aki sokat utazott Afroeurázsia főként muszlimok lakta területein. Nagyobb utat járt be, mint bármely más felfedező az újkor előtti történelemben: összesen mintegy 117 000 kilométert, jóval többet, mint Cseng Ho (körülbelül 50 000 km) és Marco Polo (24 000 km). Ezzel a megtett távolsággal minden idők egyik legnagyobb utazójaként tartják számon. Élete alkonyán tollba mondta az utazásai során szerzett tapasztalatait, ami Remek mű érdekes városok és csodálatos utazások iránt érdeklődőknek címmel látott napvilágot, és általánosan ismert rövid megnevezése Rihla (الرحلة, Utazások).
Ibn Battúta középkori utazóként és krónikásként az összes arab földrajztudós és történész közül is kiemelkedik az iszlám és az egyetemes kultúrában. Sokoldalú tehetséggel rendelkezett mint tudós, teológus, kalandor és felfedező; a korabeli események szemtanúja. Rihla című úti beszámolóját a 14. század politikai, társadalmi, gazdasági és vallási életéről szóló enciklopédikus műként tartják számon, őt magát Nyugaton az iszlám világ Marco Polójának is nevezik.
Vándorútja 21 éves korában, 1325-ben kezdődött, amikor először tette meg a Mekkába vezető zarándokutat. Ez az első útja nagyjából 4800 km hosszú volt. A következő 29 év alatt bejárta szinte az egész muszlim világot: Észak-Afrikát, Nyugat-Afrikát, a Közel-Keletet, Belső-Ázsiát és Délkelet-Ázsiát, de eljutott Dél- és Kelet-Európába, Kínába és az indiai szubkontinensre is.
Noha a korabeli állapotok, társadalmi és történelmi vonatkozások, a helyi szokások megismerését tartotta legfőbb célkitűzésének, ennek ellenére bőséges leírását adta a földrajzi és az uralkodó időjárási viszonyoknak is. Útja állomásain mindig megragadta az alkalmat, hogy találkozzék korának jeles tudósaival, felkeresse a muszlim világ legendás szentjei és az iszlám történelem emlékhelyeit.

## Származása, vallása
Ibn Battúta életéről csak az utazásairól szóló beszámolójában szereplő önéletrajzi adatokból tudunk, amelyek szerint berber származású volt, 1304. február 24-én, a Marinid-dinasztia uralkodása idején született iszlám jogtudósok családjában a marokkói Tangerben (Tandsa), amit a muszlim hagyományban Kadisnak neveznek. Családja a Lavata néven ismert berber törzshöz tartozott.

### Vallása
Ibn Battuta szunnita muszlim volt, és a Magrebben akkoriban uralkodó málikita mazdhab (iszlám jogtudományi iskola) rítusa szerinti tanult, ami a Marinid-korszakbeli Marokkóban (13–15. század) mind a köznép, mind az ulema körében természetes volt. Rihla című művéből kitűnik a szúfizmus iránti vonzódása is. Útjai során a málikita muszlimok többször kérték, hogy szegődjön hozzájuk vallásbírónak (kádi), mivel olyan területről származott, ahol ezt a rítust gyakorolták.
Ibn Battuta időnként nagyvonalúan nyilatkozik a sáfiita, a hanafita vagy a hanbalita (a szunnita vallásjog másik három iskolája) rítusát követő muszlimokról, de visszaemlékezéseiben kiemelten kezeli a korábban élt kairói málikita jogtudósokat, valamint azokat a málikitákat, akikkel az utazásai során találkozott vagy akikről hallott. Ugyanakkor mélységes ellenszenvet tanúsít a síita muszlimok szerinte visszataszító vallásgyakorlatával szemben. Többször is megvetően rafidiként említi őket, ami szó szerint annyit tesz: renegát vagy fanatikus. Egy alkalommal nem volt hajlandó belépni egy városba, mert annak lakossága síita volt, akiket despotikus és bűnözői hajlamú, szélsőséges eretnekeknek minősít. A „förtelmek” – amelyekkel általában találkozott – olyan jellegűek például, hogy egy adott síita nem mosakszik meg rituálisan a megfelelő (azaz szunnita) sorrendben, túlságosan sok az Aliról szóló ima, és a nyúlevésnek is hódolnak.

## Utazásai

### Útvonala 1325–1332 között

#### Első zarándoklat
1325 júniusában, 21 éves korában Ibn Battúta elindult szülővárosából a mekkai zarándoklatra (haddzsra), amely rendes körülmények között tizenhat hónapig tartott volna. Bár kalandvágyónak ismerték, senki nem gondolta volna, hogy huszonnégy évig nem tér vissza Marokkóba.
Egyedül indultam útnak, nem volt sem útitársam, akinek társaságában felvidulást találhattam volna, sem karavánom, amelyhez csatlakozhattam volna, hanem egy bennem uralkodó késztetés és a keblemben régóta dédelgetett vágy hajtott, hogy meglátogassam ezeket a jeles szentélyeket. Így hát elszántan elhagytam kedveseimet, nőt és férfit, és elhagytam otthonomat, mint a madarak a fészküket. Mivel szüleim még az élet kötelékében voltak, nagyon nehezemre esett elválni tőlük, és mind őket, mind engem szomorúsággal töltött el ez az elválás.
Mekkába szárazföldön, az észak-afrikai partvidéket követve utazott, az Abd al-Wadid és Hafszid szultánságokon keresztül. Az útja Tlemcenen, Béjaïan, majd Tuniszon át vezetett, ahol két hónapig tartózkodott. Biztonsága érdekében Ibn Battúta általában valamelyik karavánhoz csatlakozott, így csökkentette annak kockázatát, hogy útja során kifosszák. Szfaksz városában megnősült, de feleségét – egy, annak apjával történt nézeteltérés miatt – hamarosan elhagyta, és másik feleséget vett magához.

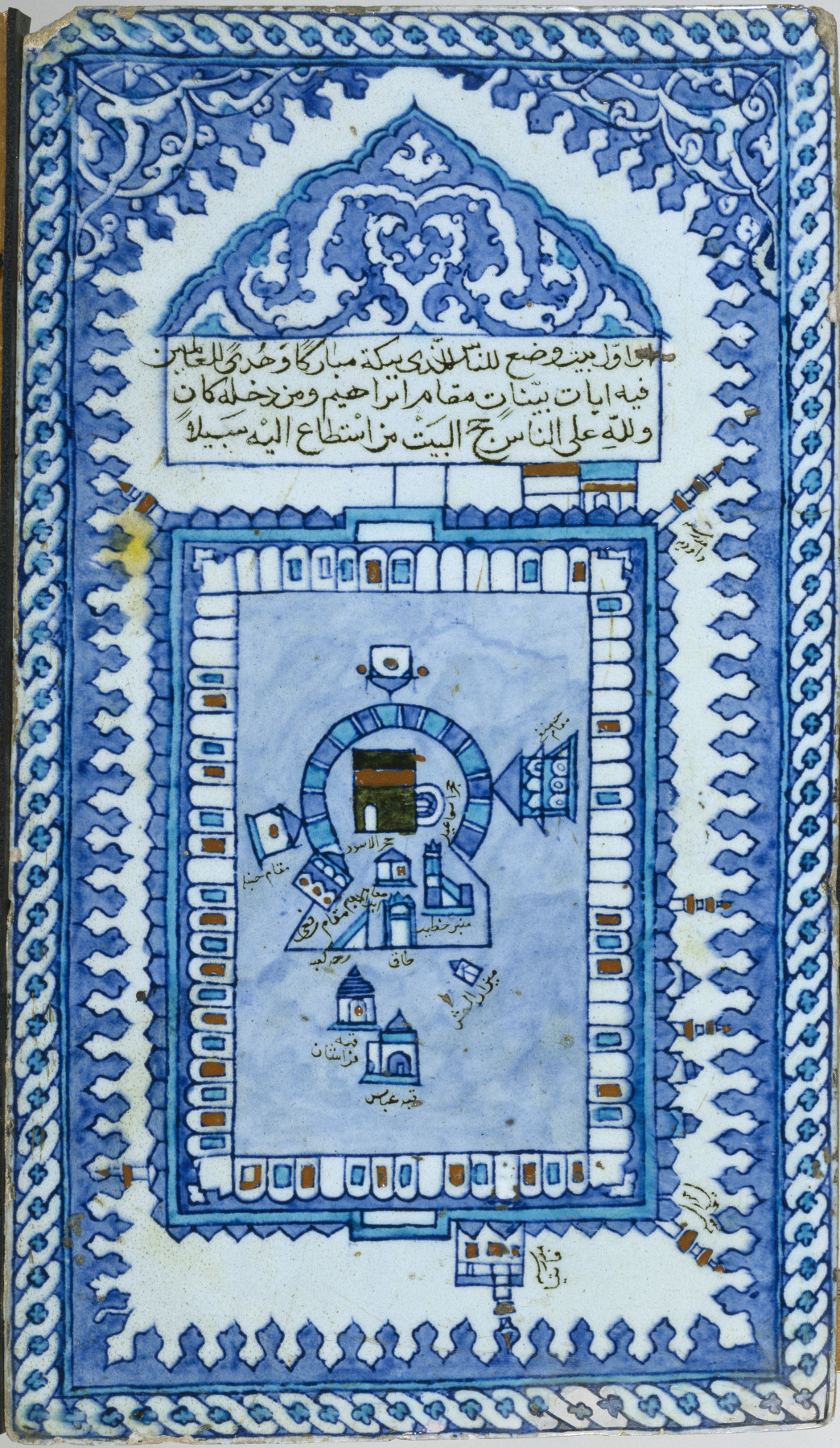
Oszmán 17. századi csempe, amely a Kábát ábrázolja, Mekkában

1326 kora tavaszán, több mint 4000 kilométeres utazás után Ibn Battúta megérkezett Alexandriába, ami akkoriban a Bahri mamlúk szultanátus része volt. Ott találkozott két aszkétával. Az egyikük Burhanuddin sejk volt, aki állítólag megjósolta Ibn Battúta világutazó jövőjét, és azt mondta neki: „Úgy látom, hogy szeretsz külföldre utazni. Meg kell látogatnod a testvéremet, Fariduddint Indiában, Rukonuddint Szindh-ben és Burhanuddint Kínában. Add át nekik üdvözletemet”. Egy másik jámbor ember, Murszidi sejk úgy értelmezte Ibn Battúta egyik álmának jelentését, hogy őt Isten is világutazónak szánta.
Több hetet töltött az Alexandria környéki nevezetességek megtekintésével, majd a szárazföld belseje, a Mamlúk Birodalom fővárosa, Kairó felé vette az irányt. Miután körülbelül egy hónapot töltött Kairóban, a viszonylag biztonságos mamlúk területen belül számos kitérőt tett. A Mekkába vezető három szokásos útvonal közül Ibn Battúta a legkevésbé jártat választotta, ami a Nílus völgyén keresztül vezetett, majd keletre fordult a Vörös-tenger nyugati partján fekvő kikötő, Aidhabba felé. A városhoz közeledve azonban egy helyi lázadás miatt vissza kellett fordulnia, és visszatért Kairóba.
Ezen, az első kitérője során találkozott egy szúfi sejkkel, aki tudatta vele, hogy Mekkába csak Szírián keresztül juthat el, így másodízben a szintén mamlúkok uralta Damaszkusz felé vette az irányt. A kerülőútnak előnye volt a biztonság is: az út mentén fekvő szent helyek – köztük Hebron, Jeruzsálem és Betlehem – miatt a mamlúk hatóságok nagy erőfeszítéseket tettek, hogy az útvonalat biztosítsák a zarándokok számára, különben sok utazót kiraboltak, meggyilkoltak volna. Ibn Battúta 1326. július 16-a körül hagyta el Kairót, és három héttel később, 1326. augusztus 9-én érkezett Damaszkuszba.
Leírta, hogy milyen kacifántos útvonalon utazott Palesztinán keresztül, amelynek során több mint húsz várost látogatott meg. Egy ilyen út lehetetlen lett volna az adott idő (3 hét) alatt, és mind Gibb (1958), mind Hrbek (1962) megállapította, hogy Ibn Battúta visszaemlékezéseiben összekeveredett ekkori és a térségben tett későbbi útjai. Egy történész kimutatta, hogy Ibn Battúta leírásai a legtöbb palesztinai helyszínről nem eredetiek, hanem azokat (a forrás említése nélkül) az utazó Mohammed al-Abdari korábbi útleírásából másolták, ezért nem lehet meghatározni Ibn Battúta e régióban tett utazásainak pontos kronológiáját.
A Damaszkuszban töltött ramadán, a muszlim böjti hónap után csatlakozott egy karavánhoz, amely az 1300 km-re fekvő Medina felé tartott, ahol Mohamed próféta mecsetje (Al-Maszdzsid an-Nabaví) található. A városból négy nap után elindult Mekka felé. Útközben még néhány szent helyet is meglátogatott. Mekkába érkezésével teljesítette első zarándoklatát, és felvette az El-Hadzsí megtisztelő címet, majd ahelyett, hogy hazaindult volna, úgy döntött, hogy következő úticéljának az Ilhanátust, a Mongol Birodalom iráni területeit jelöli ki.

#### Irak és Irán

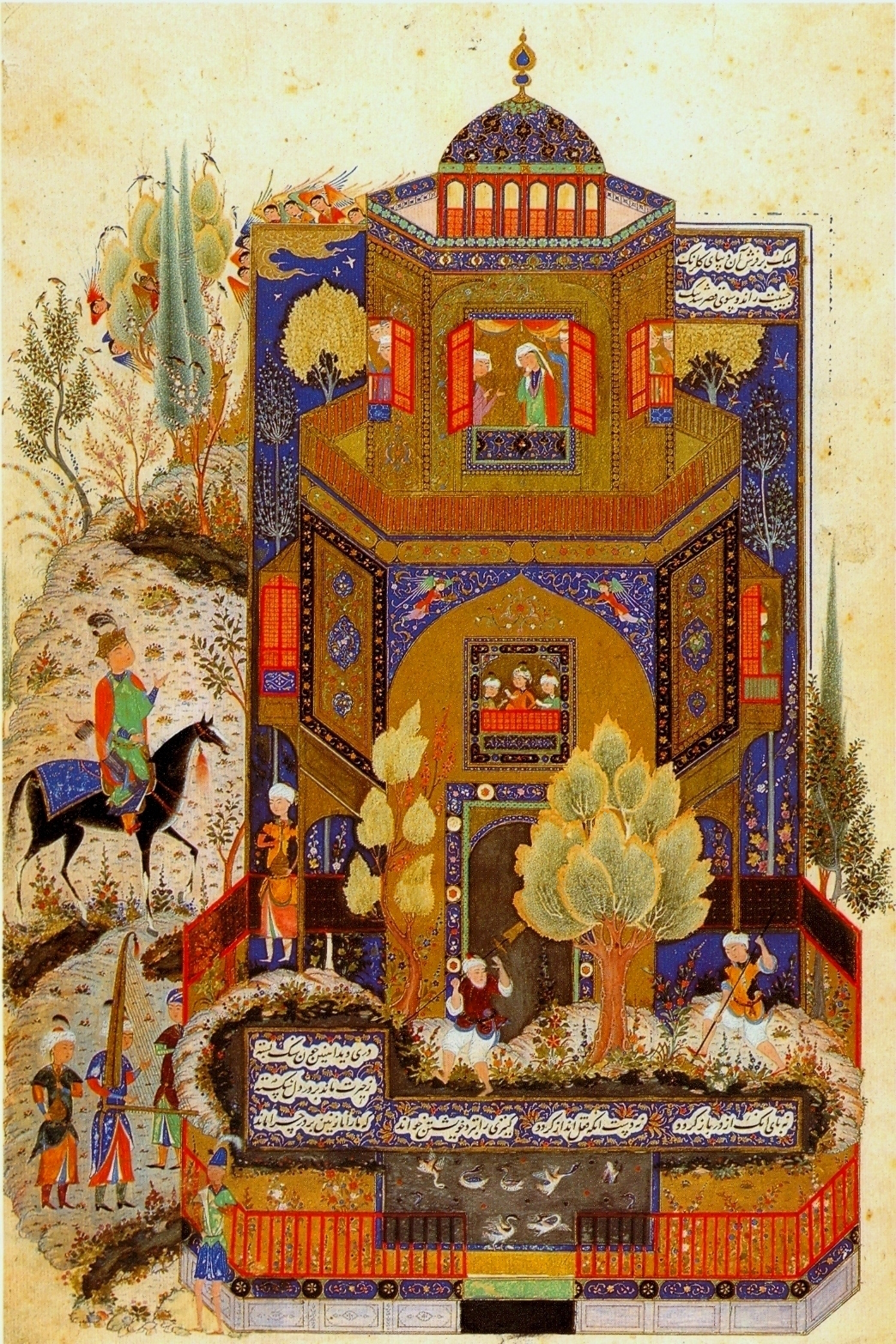
Ibn Battúta 1327-ben rövid látogatást tett Tebriz városában

Ibn Battúta 1326. november 17-én, egy Mekkában töltött hónap után csatlakozott egy nagy karavánhoz, amely az Arab-félszigeten keresztül Irakba tartott. A csoport észak felé indult Medinába, majd éjszaka utazva északkelet felé fordult, majd egy körülbelül két hétig tartó úton a Nedzsd-fennsíkon keresztül Nedzsefbe érkezett. Itt meglátogatta Ali kalifa mauzóleumát, a negyedik kalifa nyughelyét.
Ezután Ibn Battúta ahelyett, hogy a karavánnal továbbhaladt volna Bagdadba, egy hat hónapos kitérőre indult, amely Iránba vezetett. Nedzsefből Vászitba utazott, majd a Tigris folyót követve délre, Baszrába jutott. Következő úticélja az iráni Iszfahán város volt a Zagrosz-hegységen túl. Ezután dél felé vette az irányt Siráz felé, amely akkor egy nagy, virágzó város volt, és amely megmenekült a mongol betolakodók által számos északabbra fekvő települést is érintő pusztítástól. Végül visszatért a hegyeken át Bagdadba, ahová 1327 júniusában érkezett meg. A város egyes részei még mindig romokban hevertek Hülegü 1258-ban betörő serege által okozott károk miatt.
Bagdadba érve találkozott Abu Szajid kánnal, az Ilhanátus utolsó mongol uralkodójával, aki épp elhagyta a várost és nagy kíséretével észak felé tartott. Ibn Battúta egy időre csatlakozott a királyi karavánhoz, majd a selyemúton északra, Tebrizbe fordult. Ez a térség első nagyobb városa volt, amely a mongol betöréskor megnyitotta kapuit a mongol hódítók előtt, és ekkor már fontos kereskedelmi központ volt, mivel a mongolok a legtöbb közeli riválisát lerombolták.
Ibn Battúta valószínűleg júliusban ismét Bagdadba indult, de először észak felé tett kirándulást a Tigris folyó mentén. Ellátogatott Moszulba, ahol az Ilhanátus kormányzójának vendége volt, majd a mai Törökországban fekvő Cizre és Mardin városokba. Egy Szindzsár melletti hegyen lévő remetelaknál találkozott egy kurd misztikussal, aki néhány ezüstpénzt adott neki. Moszulba visszatérve csatlakozott egy zarándokokból álló karavánhoz, amely dél felé, Bagdadba tartott, ahol egyesültek a fő karavánnal, amely az Arab-sivatagon keresztül Mekkába utazott. Hasmenéses betegségtől sújtva gyengén és kimerülten érkezett a városba a második haddzsjára. Néhány kutató felhívja a figyelmet, hogy Ibn Battúta a Tigris menti városokról szóló leírásainak nagy részét Ibn Dzsubajr 1184-es Rihla című művéből másolta.

#### Arábia

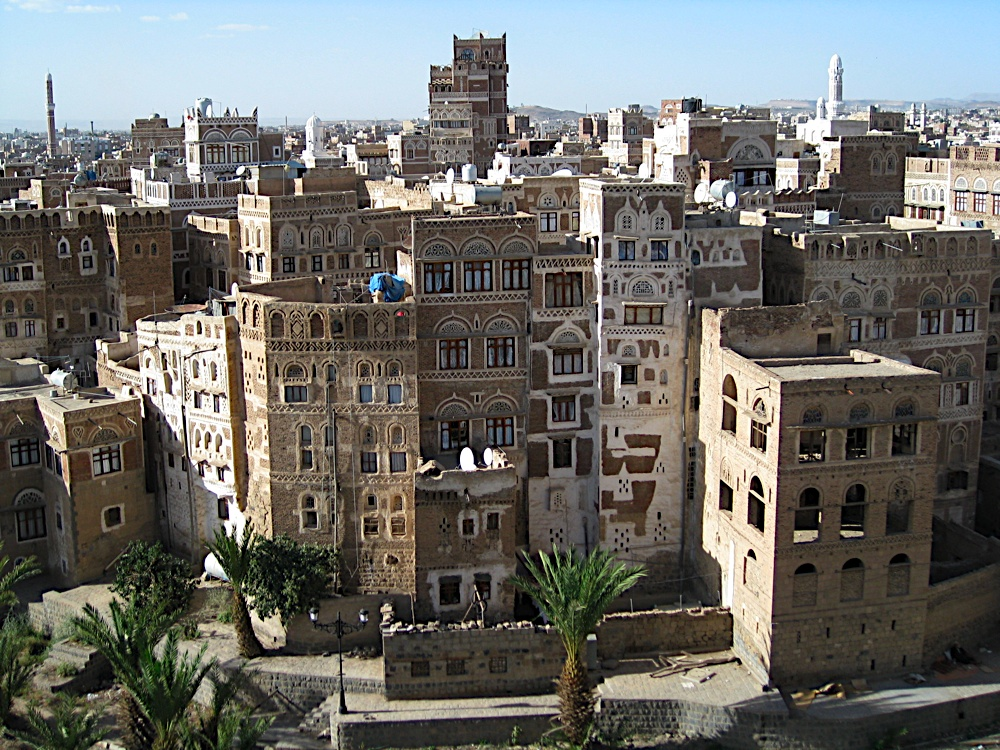
Szanaa, Jemen

Ibn Battúta egy ideig Mekkában maradt (a Rihla szerint körülbelül három évig, 1327 szeptemberétől 1330 őszéig). A kronológiával kapcsolatos problémák miatt azonban a kommentátorok azt sugallják, hogy az 1328-as haddzs után távozhatott.
A haddzs után 1328-ban vagy 1330-ban a Vörös-tenger partján fekvő Dzsidda kikötőjébe utazott. Onnan csónakkal követte a partot (ezek az úgynevezett dzsallbahok, egymáshoz illesztett fadeszkákból készült kis vízi járművek voltak), lassan haladt az uralkodó délkeleti széllel szemben. Egyszer Jemenben meglátogatta Zabíd városát, majd később a felvidéki Taizz várost, ahol találkozott a Raszulid dinasztia királyával (Malik) Mudzsahid Nur al-Din Alival. Ibn Battúta említést tesz arról is, hogy meglátogatta Szanaát, de hogy valóban így tett-e, az kétséges. Minden valószínűség szerint Taizzból közvetlenül a fontos kereskedelmi kikötőbe, Ádenbe ment, ahová 1329 vagy 1331 eleje körül érkezett. 

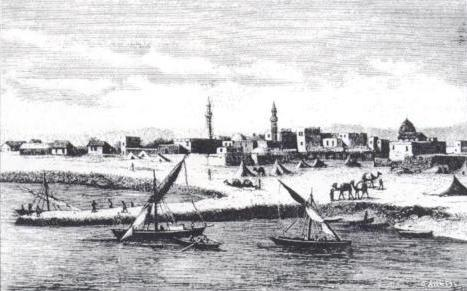
Zeila kikötője és vízpartja

#### Szomália
Ádenből Ibn Battúta egy hajóra szállt, amely Szomália partjainál fekvő Szaila felé tartott. Ezután tovább haladt a Szomália partjainál lejjebb fekvő Guardafui-fok felé, és mindegyik helyen körülbelül egy hetet töltött. Később ellátogatott Mogadishuba, a „Berberek földje” (بلد البربر )Balad al-Barbar, Afrika szarva középkori arab megnevezése) akkoriban kiemelkedő városába.
Amikor Ibn Battúta 1332-ben megérkezett, Mogadishu virágzásának csúcsán állt. Úgy jellemezte a várost, mint „rendkívül nagy város”, sok, gazdag kereskedővel, és ami kiváló minőségű szöveteiről ismert, amelyet más országokba, többek között Egyiptomba exportáltak. Ibn Battúta hozzátette, hogy a várost egy szomáliai szultán, Abu Bakr ibn Szajksz Umar irányította, aki az észak-szomáliai Berberából származott, és a szomálit és az arab nyelvet egyaránt folyékonyan beszélte. A szultánnak volt egy fia és trónörököse, Hamza, aki nagyra becsült katonai stratéga volt, és az első szomáliai, aki ellátogatott a kínai szárazföldre, kapcsolatot teremtve a 14. századi Ming-dinasztiával. A szultán azt állította, hogy Abu Tálib ibn Abd al-Muttalib és fia, Akíll révén a próféta leszármazottja. A szultán mindennapi ügyeiben a vezírek (miniszterek), jogi szakértők, parancsnokok döntöttek.

#### A szuahéli partok

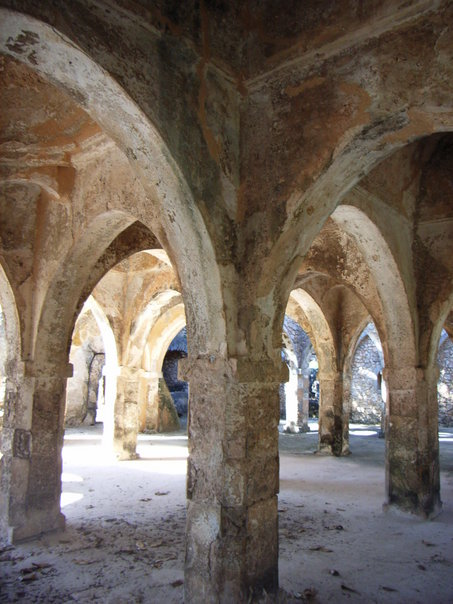
A kilva kisivani nagymecset, amely Korallokból készült, a legnagyobb mecset a maga nemében.

Ibn Battúta hajóval folytatta útját dél felé a Szuahéli partok felé, az akkor arabul Bilad al-Zandzs (Zandzs föld) néven ismert térségbe, egy éjszakai megállóval Mombasa városában. Bár akkoriban még viszonylag kis település volt, Mombasa a következő évszázadban fontos szerepet játszott a térség kereskedelmében. A part mentén tett utazás után Ibn Battúta legközelebb a mai Tanzánia területén lévő Kilva szigetvárosba érkezett, amely az aranykereskedelem fontos tranzitközpontja volt. A várost úgy jellemezte, mint „az egyik legszebb és legszebben épített város; minden épület fából van, és a házakat dīs náddal fedik”.
Ibn Battúta feljegyezte 1330-ban tett látogatását Kilva Szultanátusban, és kedvezően nyilatkozott az uralkodó, al-Haszan ibn Szulejmán Abu al-Mavahib szultán, a legendás Ali ibn al-Haszan Sirázi leszármazottjának vallási alázatáról. Továbbá azt írta, hogy a szultán hatalma az északi Malinditől a déli Inhambaneig terjedt. Különösen lenyűgözte a város tervezése, úgy vélte, hogy ez az oka Kilva sikerének a tengerparton. Ebben az időszakban írta le a Huszuni Kubva palotája és a Kilvai nagymecset jelentős bővítését. A mecset korallkövekből készült, és az egyik legnagyobb volt a maga korában. A monszunszelek érkeztével Ibn Battúta visszahajózott Arábiába, először Ománba és a Hormuzi-szoroshoz, majd Mekkába az 1330-as (vagy 1332-es) haddzsra.

### Útvonala 1332–1347 között

Ibn Battúta utazása 1332–1347-ben

A harmadik mekkai zarándokútja után Ibn Battúta úgy döntött, hogy Delhi szultánja, Muhammad bin Tuglak mellett keres állást. 1330 (vagy 1332) őszén elindult a Seldzsukok által ellenőrzött Anatólia területére, hogy szárazföldi úton Indiába jusson. Átkelt a Vörös-tengeren és a Keleti sivatagon, (régies nevén Arábia vagy Arab sivatag, a Szahara sivatagnak a Nílus folyótól keletre fekvő része), hogy elérje a Nílus völgyét, majd észak felé, Kairó felé vette az irányt. Onnan átkelt a Sínai-félszigeten Palesztinába, majd ismét észak felé utazott, néhány olyan városon keresztül, amelyeket 1326-ban is meglátogatott. A szíriai Latakia kikötőjéből egy Genovai Köztársaság-beli hajó vitte őt (és társait) a mai Törökország déli partvidékén fekvő Alanyába.
Ezután nyugat felé utazott a part mentén Antalya kikötőjébe. A városban találkozott az egyik félig vallásos fitjan (Fiatal Testvériség) közösség tagjaival. Ezek a közösségek a 13-14. században a legtöbb anatóliai városban megtalálhatók voltak. A tagok fiatal kézművesek, feladatuk utazók és zarándokok fogadása és ellátása volt. Ibn Battutára nagy benyomást tett a vendégszeretetük, és később több mint 25 anatóliai városban szállt meg a vendégházaikban. Antalyából Ibn Battúta a szárazföld belseje felé vette az irányt, először Eğirdirbe, amely a Hamididák fővárosa volt. A ramadánt (1331 júniusát vagy 1333 májusát) a városban töltötte.
Ettől kezdve az Anatólián átívelő útvonala a Rihlában zavarossá válik. Ibn Battúta leírja, hogy Eğirdirből nyugat felé utazik Milaszba, majd 420 kilométert kelet felé haladva Eğirdir mellett Konyába. Ezután tovább utazik keleti irányban, és eléri Erzurumot, ahonnan 1160 km-t ugrik vissza Birgibe, amely Milasztól északra fekszik. A történészek úgy vélik, hogy Ibn Battúta számos várost meglátogatott Közép-Anatóliában, de nem abban a sorrendben, ahogyan azt ő leírja.
Amikor Ibn Battúta megérkezett Iznikbe, a várost éppen akkor hódította meg Orhán, a születőben lévő Oszmán Birodalom szultánja. Orhán távol volt, és a felesége a közelben állomásozó katonák parancsnoka volt. Ibn Battúta ezt a beszámolót adta Orhán feleségéről: „Jámbor és kiváló asszony. Becsületesen bánt velem, vendégszeretetben részesített és ajándékokat küldött.”
Ibn Battúta beszámolója Orhánról:
A türkmének legnagyobb királya, a leggazdagabb vagyonban, földekben és katonai erőkben. Erődökből közel százat birtokol, és ideje nagy részében folyamatosan azzal van elfoglalva, hogy körbejárja őket, minden egyes erődben néhány napig tartózkodik, hogy rendbe hozza és megvizsgálja azok állapotát. Azt mondják, hogy soha nem maradt egy hónapig egyetlen városban sem. Emellett folyamatosan harcol a hitetlenekkel, és ostrom alatt tartja őket.
Ibn Battúta járt Bursában is, amely abban az időben az oszmán bég fővárosa volt, és azt írta róla, hogy Bursa „nagy és fontos város, szép bazárral és széles utcákkal, minden oldalról kertekkel és csobogó patakokkal körülvéve”. Meglátogatta az ajdini bégséget is. Ibn Battúta azt állította, hogy az aydini bégnek húsz görög rabszolga állt a palotája bejáratánál, és megajándékozta őt is egy görög rabszolgával. Anatóliai látogatása volt az első alkalom, hogy utazásai során rabszolgát szerzett. Később 40 dinárért vásárolt egy fiatal görög lányt Epheszoszban, Izmirben a szultán ajándékozott neki egy másik rabszolgát, majd Balikesirben vásárolt egy második lányt. Gazdagságának és tekintélyének feltűnő bizonyítékai tovább gyarapodtak.

#### Közép-Ázsia

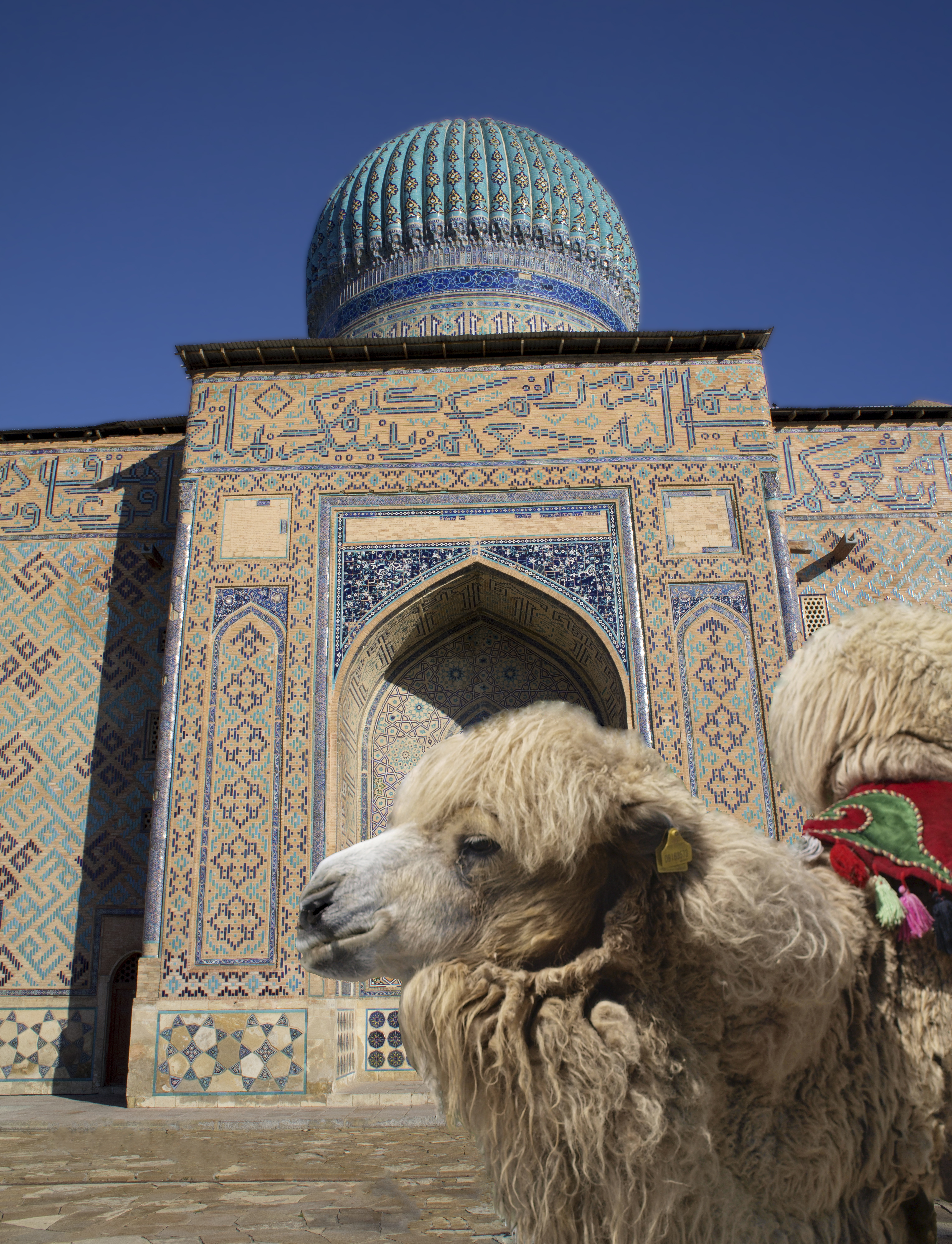
Baktriai teve (a selyemút karavánok egyik jelképe) a Hodzsa Ahmed Jaszavi mauzóleum előtt Turkesztán városában (Kazahsztán)

A Szinópé városából tengeri úton jutott el a Krím félszigetre, és érkezett meg az Arany Horda birodalmába. Elment Azov kikötővárosba, ahol találkozott az emírrel, majd a nagy és gazdag Madzsar városába ért. Madzsart elhagyva találkozott Üzbég kán utazó udvarával (Orda vagy Horda), amely akkoriban a Bestau-hegy közelében volt. Innen Bulgár felé vette útját, amely a legészakibb pont lett, ahová eljutott, és megjegyezte, hogy itt szokatlanul rövidek az éjszakák nyáron (a szubtrópusok mércéjével mérve). Ezután visszatért a kán udvarába, és vele együtt Asztrahánba költözött.
Ibn Battúta feljegyezte, hogy amíg Bolgárban volt, tovább akart utazni északra, a sötétség földjére. Mint írja, a földet végig hó borítja és az egyetlen közlekedési eszköz a kutyavontatta szán. Ott élt egy titokzatos nép, amely nem szívesen mutatkozott. Sajátos módon kereskedtek a déli emberekkel. A déli kereskedők különböző árukat hoztak, és éjszaka egy nyílt területen, a havon helyezték el őket, majd visszatértek a sátraikba. Másnap reggel újra eljöttek a helyre, és azt találták, hogy az áruikat a titokzatos nép elvitte, de cserébe szőrmebőröket találtak, amelyekből értékes kabátokat, dzsekiket és más téli ruhadarabokat lehetett készíteni. A kereskedők és a titokzatos emberek között a kereskedelem úgy zajlott, hogy nem látták egymást. Mivel Ibn Battúta nem volt kereskedő, és nem látta hasznát az odautazásnak, lemondott az utazásról ebbe a térségbe.

Az Aranyhorda zászlaja Üzbég kán uralkodása idején

Amikor Asztrahánba értek, Üzbég kán éppen engedélyt adott egyik várandós feleségének, Bjalun hercegnőnek, III. Andronikosz Palaiologosz bizánci császár lányának, hogy visszatérjen szülni szülővárosába, Konstantinápolyba. Ibn Battúta kisérőnek jelentkezett erre az útra, ez lett az első utazása az iszlám világ határain túl.
Konstantinápolyba 1332 (vagy 1334) vége felé érkezve találkozott a Bizánci Birodalom császárával, III. Andronikosz Palaiologosszal. Meglátogatta a Hagia Szophia nagytemplomot, de belülről nem látta. Egy Ortodox Egyház papjával beszélgetett jeruzsálemi utazásairól. A városban töltött egy hónap után Ibn Battúta visszatért Asztrahánba, majd megérkezett a fővárosba, és beszámolt utazásairól Üzbég kánnak ( 1313-1341). Ezután a Kaszpi-tenger és az Aral-tón át Buhara és Szamarkand felé haladt, de előtte meglátogatta egy másik mongol kán, a csagatáj Tarmasirin (1331–1334) udvarát. Innen délre, Afganisztánba utazott, Balkh városba, majd Herátba és Nisápurba ment. Eljutott Gaznába (ma Gazni) majd Kabulba, amely akkor leírása szerint egy perzsa népcsoport lakta kisebb falu volt. Ez után a Hindukus hágóin keresztül átkelt Indiába. A Rihlában megemlíti ezeket a hegyeket és a hegység rabszolgakereskedelemmel kapcsolatos történetét.
Ezután Barvan városába mentem, az oda vezető úton egy magas, hóval borított és rendkívül hideg hegy van; Hindu Kushnak, azaz Hindu gyilkosnak nevezik, mert az Indiából hozott rabszolgák többsége meghal a hideg intenzitása miatt.
Nem tisztázott, hogy Ibn Battúta milyen úton jutott az Indiai szubkontinensre, de az ismert, hogy az indiai partok felé vezető útja során helyi lázadók kirabolták. Lehet, hogy a Haibar-hágón és Pesavaron keresztül, vagy délebbre jutott be. Átkelt a Szatledzs folyón Pakpattan városának közelében a mai Pakisztánban, ahol hódolatát tette Baba Farid szentélyenél, mielőtt délnyugatra átkelne a rádzsputok országába. A Rádzsput királyságból, Szarszattiból Battúta ellátogatott az indiai Hansziba, amit úgy írt le, hogy „a legszebb városok közé tartozik, a legjobban megépített és legnépesebb; erős fallal van körülvéve, és alapítójáról azt mondják, hogy az egyik nagy nem muszlim király, akit Tarának hívnak”. Ibn Battúta Szindhbe érkezésekor említést tesz az Indus partján élő indiai orrszarvúról is.
Ibn Battúta és kísérői 1333. szeptember 12-én érték el az Indus folyót. Innen Delhi felé vette útját, és útközben csaknem tanúja lesz az önkéntes tűzhalálnak (szati), amit a nők követnek el, így kísérik el elhalt férjüket a túlvilágra). Delhibe érve megismerkedett a delhi szultánnal, Muhammad bin Tuglukkal.

#### Indiai szubkontinens

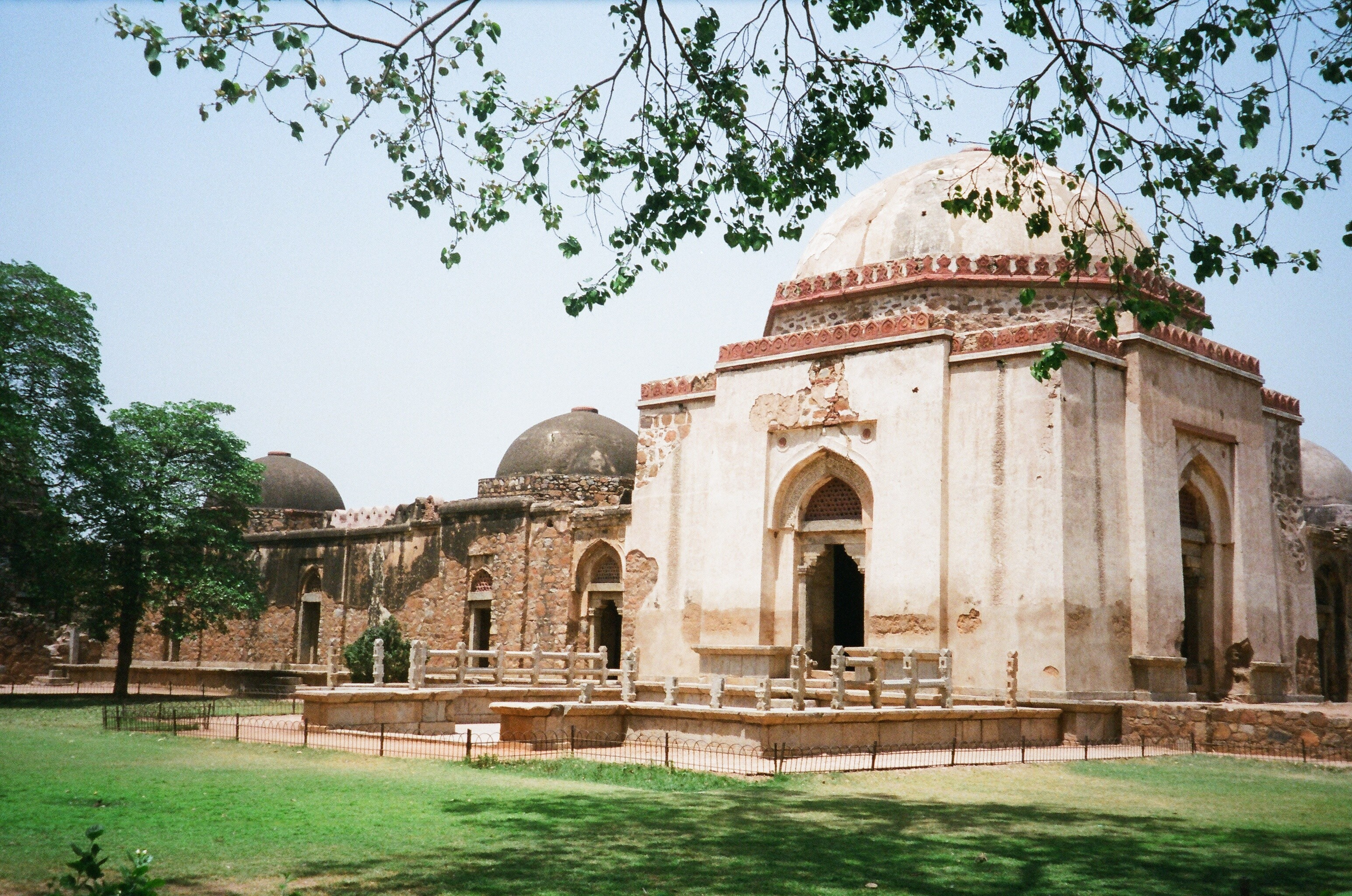
Feroze Sah Tugluk, Muhammad bin Tugluk utódjának sírja Delhiben. Ibn Battúta hat évig kádiként (bíróként) szolgált Muhammad bin Tugluk uralkodása alatt.

Muhammad bin Tugluk abban az időben a muszlim világ leggazdagabb emberének számított. Uralkodásának megszilárdítása érdekében különböző tudósokat, szúfikat (iszlám misztikus bölcseket), kádikat, vezíreket pártfogolt. A mamlúk Egyiptomhoz hasonlóan a Tugluk-dinasztia a mongol inváziót követő muszlim uralom ritka maradványpéldája volt. Ibn Battútát a Mekkában töltött tanulóévei alapján a szultán kádinak, azaz bírónak nevezte ki. A szultán szerette volna az iszlám hitet birodalmában elterjeszteni, de Delhiben lévő udvarán kívül nehezen tudta érvényesíteni az iszlám törvényeket, mivel az iszlám nem volt vonzó Indiában.

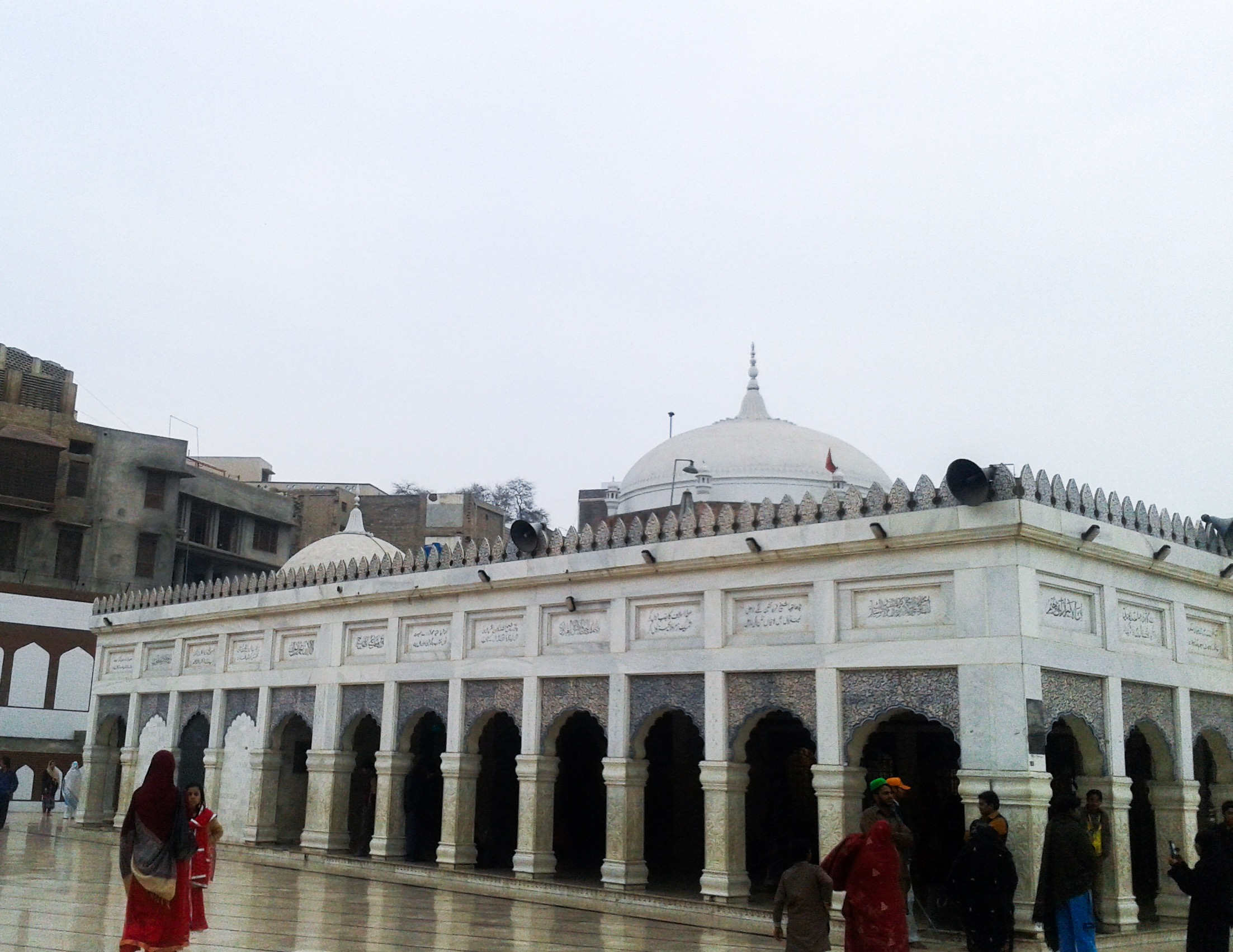
Ibn Battúta 1334-ben meglátogatta Baba Farid Pakpattanban található Baba Farid szentélyét

A szultán még az akkori viszonyokhoz képest is kiszámíthatatlan volt, és Ibn Battúta hat éven át ingadozott aközött, hogy egy megbízható alárendelt magas rangú életét élje, vagy hogy különféle bűncselekmények miatt árulás gyanújába keveredjen. A szultán meghiúsította azt a tervét, hogy egy újabb haddzs ürügyén távozzon az országból. Battúta számára végül 1341-ben nyílt lehetőség Delhi elhagyására, amikor a városba a kínai Jüan-dinasztia követsége érkezett, amely engedélyt kért egy Himaláján található, a kínai zarándokok körében népszerű buddhista templom újjáépítésére.  Ross E. Dunn szerint ez valószínűleg tévedés, és Ibn Battuta későbbi utazásai és Maldív-szigeteki látogatásai miatt valószínűbb, hogy 1341-ben hagyta el Delhit.
Ibn Battutát bízták meg a követség vezetésével, de a Kínába vezető út kezdetén, a tengerparton őt és nagyszámú kíséretét megtámadta egy csapat bandita. Társaitól elszakították, elrabolták, és majdnem életét vesztette. E kudarc ellenére tíz napon belül utolérte csoportját, és továbbment az indiai Gudzsarát államban lévő Khambhat felé. Onnan Calicut (ma Kozsíkóde) felé hajózott, ahol két évszázaddal később a portugál felfedező, Vasco da Gama partra szállt. Calicutban Battúta az uralkodó, Zamorin vendége volt. Miközben meglátogatott egy mecsetet a parton, vihar támadt, és expedíciójának egyik hajója elsüllyedt. A másik hajó ezután nélküle indult útnak, csakhogy néhány hónappal később azt egy helyi Szumátrai király lefoglalta.
Mivel félt visszatérni Delhibe és megvallani kudarcát, egy ideig Dél-Indiában maradt Dzsamal-al-Din, a Maduráj Szultanátus uralkodójának védelme alatt a Sarávati folyó partján, az Arab-tenger mellett. Ez a terület ma Hoszapattana néven ismert, Honnavar közigazgatási területén fekszik. A szultánság megdöntését követően Ibn Battutának nem volt más választása, mint elhagyni Indiát. Bár elhatározta, hogy folytatja útját Kínába, először egy kitérőt tett, és meglátogatta a Maldív-szigeteket, ahol kádiként szerzett pénzt útjának folytatásához.

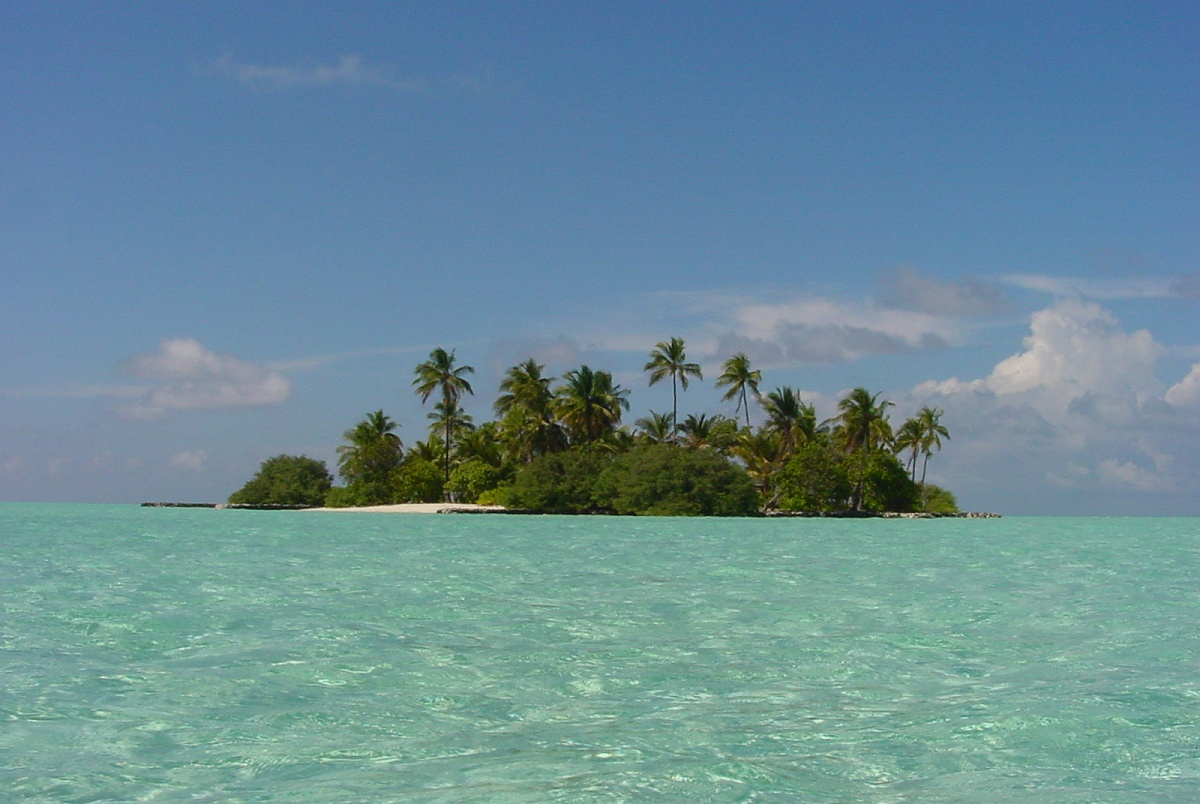
A Maldív-szigetek egyikének látképe

Kilenc hónapot töltött a szigeteken, sokkal hosszabb időt, mint amennyit tervezett. Amikor megérkezett a fővárosba, Maléba, Ibn Battúta nem akart sokáig maradni. A korábban buddhista ország vezetői azonban, akik nemrégiben iszlám hitre tértek, főbírót kerestek a gyülekezet részére, olyasvalakit, aki ismeri az arab nyelvet és a Koránt. Hogy meggyőzzék őt a maradásról, gyöngyöket, arany ékszereket és rabszolgákat adtak neki, ugyanakkor lehetetlenné tették, hogy hajóval távozzon. Főbíró lett, és beházasodott I. Omar királyi családjába.
Ibn Battúta lelkesen vállalta a bírói feladatokat, és igyekezett a helyi szokásokat úgy átalakítani, hogy azok megfeleljenek az iszlám jog szigorúbb szabályainak. Megparancsolta, hogy a pénteki imán részt nem vevő férfiakat nyilvánosan korbácsolják meg, a rablók jobb kezét pedig vágják le. Megtiltotta, hogy a nők nyilvánosan felsőruházat nélkül mutatkozzanak, ami itt korábban szokásos volt. Ezek és más szigorú ítéletek azonban kezdték ellenszenvessé tenni a szigetország uralkodóit, és Ibn Battúta is hatalmi harcokba, politikai intrikákba keveredett. Lemondott a főkádi állásáról, még időben, hiszen valószínűleg már tervezték elbocsátását.
Utazásai során Ibn Battúta szoros kapcsolatokat tartott a nőkkel, általában mindig feleséget vett magához, amikor hosszabb időre megállt egy helyen, majd amikor továbbment, elvált tőlük. A Maldív-szigeteken négy nővel házasodott össze. Az Utazások című művében azt írta, hogy a Maldív-szigeteken a kis hozomány és a nők helyhezkötöttsége együttesen a házasságot kényelmes, ideiglenes megállapodássá tette az idelátogató férfi utazók és tengerészek számára.
A Maldív-szigetekről Sri Lanka felé vette az irányt, és meglátogatta Sri Pada szent hegyét és Tenavaram templomot. Hajója majdnem elsüllyedt Srí Lankáról való induláskor, és a megmentésére érkező hajó is kalóztámadást szenvedett. A parton rekedt, és az indiai Maduráj Királyságba igyekezett vissza. Itt egy ideig a rövid életű Maduráj Szultanátus udvarában dolgozott Gijász ad-Din Muhammad Damgani alatt, ahonnan visszatért a Maldív-szigetekre, és felszállt egy kínai dzsunka fedélzetére, még mindig azzal a szándékkal, hogy Kínába érjen, és elfoglalja követi posztját.
Elérte a mai Bangladesben található Csittagong kikötőjét, innen szeretett volna hogy Szilhetbe utazni, hogy találkozzon Dzsalál sahhal, aki olyan híres volt, hogy az akkor Csittagongban tartózkodó Ibn Battúta egy hónapos utat tett meg a Szilhet melletti Kamarupa hegyein keresztül, hogy találkozzon vele. Útban Szilhet felé Ibn Battutát Dzsalál sah több tanítványa is fogadta, akik már napokkal az érkezése előtt eljöttek, hogy segítsenek neki az úton. Az 1345-ben tartott találkozón Ibn Battúta azt írta Dzsalál sahról, hogy magas és sovány volt, világos arcbőrű, és a mecset mellett élt egy barlangban, ahol egyetlen értéktárgya egy kecske volt, amelyet tejért, vajért és joghurtért tartott. Megfigyelte, hogy Dzsalál sah társai idegen földről származtak, és erejükről és bátorságukról voltak híresek. Azt is megemlíti, hogy sokan felkeresték a sahot, hogy útmutatást kérjenek tőle. Ibn Battúta északabbra, Asszámba ment tovább, majd visszafordult, és folytatta eredetileg tervezett útját.

#### Délkelet-Ázsia
1345-ben Ibn Battúta továbbutazott a Szumátra északi területén fekvő Szamudra Paszaj Szultanátusba(a mai Aceh tartomány), ahol útinaplójában feljegyzi, hogy Szamudra Paszaj uralkodója egy jámbor muszlim, al-Malik al-Zahir Dzsamal ad-Dín szultán volt, aki a legnagyobb buzgalommal végezte vallási kötelességeit, és gyakran indított hadjáratokat a térség animistái ellen. Ibn Battúta szerint Szumátra szigete gazdag volt kámforban, bételdióban, szegfűszegben és ónban.
Az általa gyakorolt madzhab imámja al-Safí volt, akinek szokásai hasonlóak voltak azokhoz, amelyeket korábban a part menti Indiában, különösen a muszlim mappila közösségekben látott, akik szintén al-Safí imám követői voltak. Ekkoriban Szamudra Paszai jelentette a Dar al-Iszlám végét, mert ettől keletre egyetlen területet sem uralt muszlim uralkodó. Itt mintegy két hétig tartózkodott a fából épült, fallal körülvett városban a szultán vendégeként, aki később ellátta ellátmánnyal és útjára bocsátotta az egyik saját dzsunkáján Kínába.
Ibn Battúta először a Maláj-félszigeten lévő Malakkába hajózott, amelyet Mul Dzsavinak nevezett el. Találkozott Malakka uralkodójával, és három napig vendégeskedett nála.
Ibn Battúta ezután a Tavaliszi területén fekvő Kajlukari nevű városba hajózott, ahol találkozott Urdudzsával, egy helyi hercegnővel. Urdudzsa bátor harcos volt. Ő és népe pedig a Jüan-dinasztia ellenfelei voltak. A lányt „bálványimádónak” és pogánynak mondták, de le tudta írni a biszmilla kifejezést iszlám kalligráfiával. Kajlukari és Tavaliszi helye ma már vitatott. Kajlukari talán Po Klong Garaira utalt Champában (Chiêm Thành vagy Chăm Pa, a mai Közép- és Dél-Vietnam partvidékén elterülő független chám városok összessége volt, ma Dél-Vietnám), Urdudzsa pedig Champa (Dél-Vietnám) vagy Dai Viet (Észak-Vietnám) arisztokratája lehetett. A filippínók széles körben úgy vélik, hogy Kajlukari a mai Fülöp-szigetek Pangaszinan tartománya területén volt. A modern időkben Urdudzsa nemzeti hősnőként szerepel a filippínó tankönyvekben és filmekben. Számos más helyszínt is javasoltak már, Jávától kezdve a kínai Kuangtung tartományban található helyekig. Sir Henry Yule és William Henry Scott azonban úgy véli, hogy mind Tavaliszi, mind Urdudzsa személye teljesen kitalált.
Kajlukariból Ibn Battúta végül eljutott a Fucsenben található Hangcsou tartományba, Kínába.

#### Kína

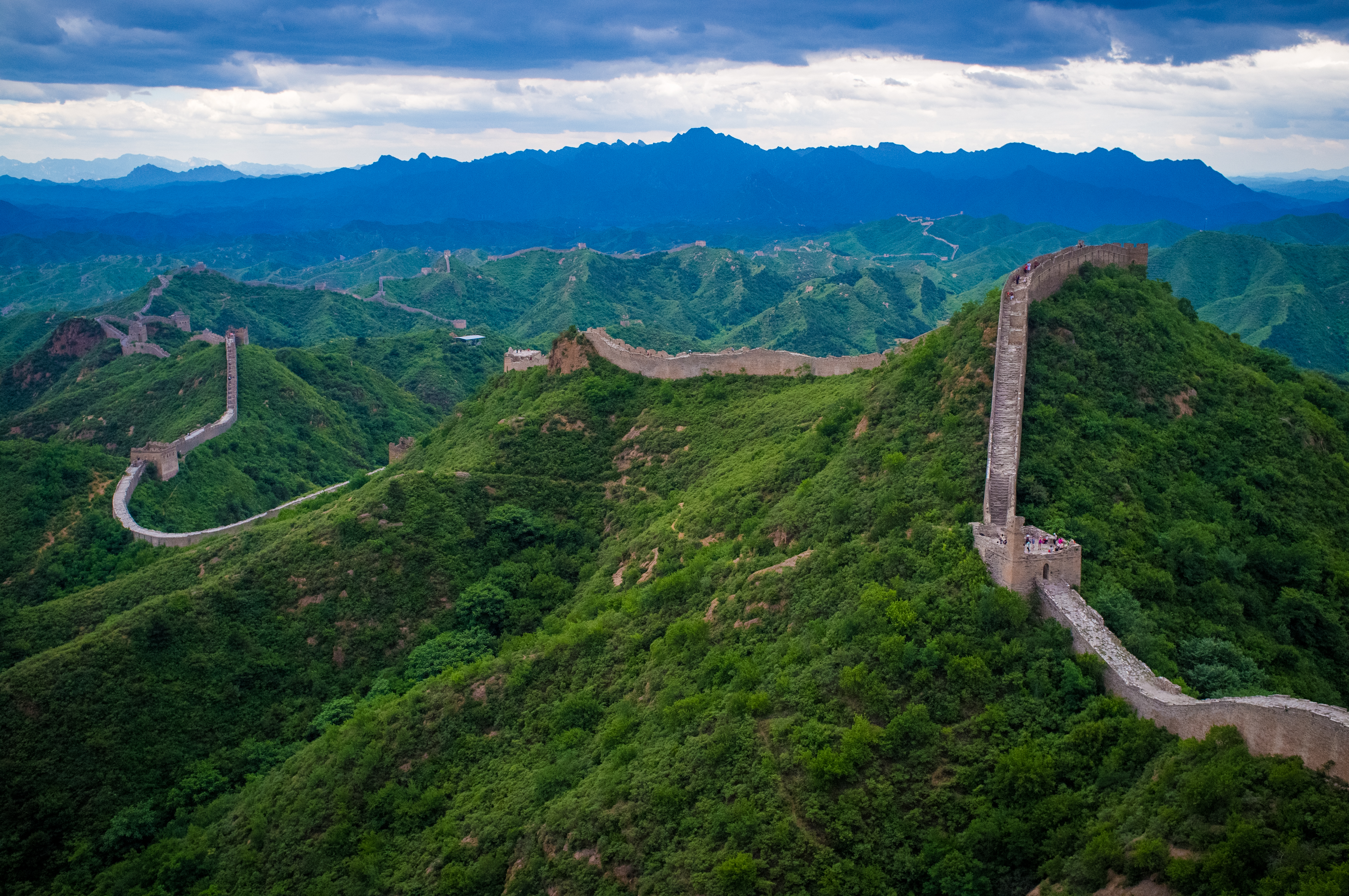
Ibn Battúta a középkori földrajzi tanulmányok tekintetében a Kínai Nagy Fal legkorábbi említése, bár ő nem látta.

Ibn Battúta 1345-ben érkezett a kínai Fucsien tartományban található Csüancsouba, amely akkor a mongolok vezette Jüan-dinasztia uralma alatt állt. Az egyik első dolog, amit észrevett, hogy a muszlimok a várost „Zaitun” (jelentése olajbogyó) néven emlegették, de Ibn Battúta sehol sem talált olajbogyót. Megemlítette a helyi művészeket, és azt, hogy mesterien tudtak portrékat készíteni az újonnan érkezett külföldiekről; ezek biztonsági célokat szolgáltak.
Soha nem tértem vissza egyik városukba sem, miután először jártam ott, anélkül, hogy a bazárokban kiállított portrékat és társaim portréit ne találtam volna a falakra és a bazárokban kiállított papírlapokra rajzolva... Mindegyikünk nekilátott, hogy megvizsgálja a másik portréját [és megállapította, hogy] a hasonlóság minden tekintetben tökéletes volt....Megfigyeltek minket (a palotában) és megrajzolták a portréinkat anélkül, hogy ezt észrevettük volna. Ez náluk szokás, úgy értem, portrékat készítenek mindenkiről, aki átutazik az országukon.
Ibn Battúta említette a selyem és a porcelán készítését, valamint dicsérte a kézműveseket, a gyümölcsöket (mint a szilva és a görögdinnye), továbbá leírta a papírpénz előnyeit.
Ismertette a nagy hajók gyártási folyamatát Csüancsou városában. A kínai konyháról és az állatok, például a békák fogyasztásáról is említést tett, a kínaiak – ahogy írta – megesznek disznókat, sőt még kutyákat is, amelyeket a piacokon árultak, és megjegyezte, hogy a kínai csirkék nagyobbak, mint a nyugaton ismert fajták. A tudósok azonban rámutattak számos tévedésre, amelyeket Ibn Battúta Kínáról szóló beszámolója tartalmaz, például összekeverte a Sárga-folyót a Nagy-csatornával és más vízi utakkal, valamint azt hitte, hogy a porcelán szénből készült.
Csüancsouban Ibn Battutát a helyi muszlim kereskedők vezetője (valószínűleg egy fānzhǎng vagy "Idegenek vezetője" [番長|s=番长=fānzhǎng]) és egyben muszlim sejk (imám) fogadta, aki zászlókkal, dobokkal, trombitákkal és zenészekkel érkezett a köszöntésére. Ibn Battúta itt feljegyezte, hogy a muszlim lakosság egy külön területen élt a városban, ahol saját mecsetjük, bazárjuk és kórházuk volt. Csüancsouban találkozott két fontos iráni személlyel: Burhan al-Dinnel Kazerunból és Sharif al-Dinnel Tebrizből (mindketten befolyásos személyiségek voltak, akiket a Jüan története c. munkában "A-mi-li-ding", illetve "Sai-fu-ding" néven jegyeztek le). Csüancsouban tartózkodva megmászta a remeték hegyét, és rövid időre meglátogatott egy jól ismert, barlangban élő taoista szerzetest. Ezután a kínai partok mentén délre utazott, Kantonba, ahol két hétig a város egyik gazdag kereskedőjénél szállt meg.
Kantonból északra, Csüancsouba ment, majd továbbhaladt Fucsou városába, ahol Zahir ad-Dinnél vendégeskedett, és találkozott Kám ad-Dinnel és egy Ceutai al-Busri nevű honfitársával, aki gazdag kereskedő lett Kínában. Al-Busri elkísérte Ibn Battútát észak felé Hangcsouba, és kifizette azokat az ajándékokat, amelyeket Ibn Battúta majd Jüan Huizong császárnak fog átadni.
Ezt az útját fenntartásokkal kell fogadni, mivel leírása szerint folyón haladt, de nincs olyan vízi út, amely közvetlenül összekötné Csüancsout és Kantont. Másrészt számos megállást ír le a naponta kétszeri kötelező ima miatt, ám a két város között nincs ötvennégy különböző kikötő megállási lehetőség sem. Ezért nagyon valószínűtlen, hogy Ibn Battúta a folyón utazva érkezett Csüancsouba. Ha azonban tengeren utazott, akkor is több mint 27 napot vett igénybe ez az út, mivel feltételezzük, hogy 1346 nyarán járt Csüancsouban, a teljes nyári monszun idején, amely délnyugatról fúj a tenger felől a szárazföldre. Ibn Battuta tehát tévedhetett az utazási napok számításában vagy a közlekedési eszköz megválasztásában.
Ibn Battúta szerint Hangcsou az egyik legnagyobb város volt, amelyet valaha látott, és megjegyezte, hogy a város egy szép tavon fekszik, amelyet szelíd zöld dombok vesznek körül. Megemlíti a város muszlim negyedét. Vendégként egy egyiptomi származású családnál lakott. Hangcsoui tartózkodása alatt különösen lenyűgözte a csatornákban gyülekező, színes vitorlákkal és selyem napellenzőkkel díszített, szépen megmunkált és festett kínai fahajók nagy száma. Később részt vett a város Kurtáj nevű jüan adminisztrátorának díszlakomáján, aki Ibn Battúta szerint nagyon csodálta a helyi kínai szellemidézők képességeit. Ibn Battúta említést tesz helyiekről is, akik a Napistent imádják.
A Nagy-csatornán csónakkal közlekedve megfigyelte a hatalmas kiterjedésű szántóföldeket, az orchideákat, a fekete selyembe öltözött kereskedőket, a virágos selyembe öltözött nőket és a szintén selyembe öltözött papokat. Pekingben Ibn Battúta a Delhi Szultanátus eltévedt nagyköveteként mutatkozott be, és meghívást kapott Huizong császár (akit Ibn Battúta szerint Kínában egyesek istenként imádtak) udvarába. Ibn Batutta feljegyezte, hogy hanpali palotája fából készült, és hogy az uralkodó főfelesége (Ki császárné) felvonulásokat tartott az ő tiszteletére.
Huizong jüan császár Ibn Battúta érkezésekor nem volt a palotában, Karakórumban uralkodó unokaöccse, Firuz ellen viselt hadat, aki fellázadt ellene. Büntetőhadjáratát azonban nem koronázta siker, seregét legyőzték, őt magát megölték. Battúta leírta, hogy a császár temetésekor ezüst, arany, fegyverek és szőnyegek mellett hat rabszolgakatonát és négy rabszolgalányt temettek a sírjába.
Ibn Battúta azt is írta, hogy hallott „Góg és Magóg hegyéről”, amely hatvan napi járőföldere van Csüancsou (Quanzhou) városától. Hamilton Alexander Rosskeen Gibb megjegyzi, hogy Ibn Battúta úgy vélte: a Kínai nagy falat Dhul-Karnajn (aki a kutatók szerint megegyezik Nagy Sándorral) azért építette, hogy a Koránban is említett Gógot és Magógot megfékezze. Ibn Battúta azonban, aki Kínában érdeklődött a falról, nem talált senkit, aki látta volna, vagy tudott volna valakiről, aki látta volna a falat.
Ibn Battúta Pekingből Hangcsouba utazott, majd Fucsouba folytatta útját. Csüancsouba visszatérve hamarosan felszállt egy kínai dzsunkára, amely a Szamudera Paszaj Szultánság szultánjának tulajdonában volt, és Délkelet-Ázsia felé tartott. A legénység tisztességtelenül magas összeget számolt fel Ibn Battútának, ezért a hajóútra a Kínában töltött idő alatt összegyűjtött pénzének nagy része is ráment.
Leírja, hogy Kína, minden szépsége ellenére sem tetszett neki, mivel sok a hitetlen és az utcára kilépve is sok megbotránkoztató dolgot látott, ezért inkább otthon tartózkodott.

#### Hazatérés
Miután 1346-ban visszatért Hangcsouba, Ibn Battúta megkezdte utazását Marokkóba. Kozsikodéban ismét fontolóra vette, hogy Delhiben Muhammad bin Tugluk kegyeibe ajánlja szolgálatait de meggondolta magát, és úgy döntött, hogy folytatja útját Mekka felé. Útban Baszra felé áthaladt a Hormuzi-szoroson, ahol megtudta, hogy Abu Szaid, az Ilhánida Birodalom utolsó uralkodója meghalt. Abu Szaid területei ezt követően az irániak és a mongolok közötti heves polgárháború miatt felosztásra kerültek
1348-ban Ibn Battúta azzal a szándékkal érkezett Damaszkuszba, hogy végigjárja első haddzsának útvonalát. Ekkor tudta meg, hogy apja 15 évvel korábban meghalt, és ez a halál lett az uralkodó téma a következő, körülbelül egy évben. Eközben a fekete halál (pestis) lecsapott a térségre, és ő Homszban állt meg, miközben a pestis elterjedt Szíriában, Palesztinaban és Arábiában. Szörnyű halálesetekről hallott Gázában, de még júliusban visszatért Damaszkuszba, ahol a halálos áldozatok száma elérte a napi 2400-at. Amikor megállt Gázában, azt tapasztalta, hogy az elnéptelenedett. Egyiptomban Abu Szirben szállt meg. A jelentések szerint Kairóban a halálesetek száma elérte a napi 1100 főt. Mekkába érve újra teljesítette a haddzsot, majd úgy döntött, hogy visszatér Marokkóba, közel negyedszázaddal azután, hogy elhagyta otthonát. Útközben tett még egy utolsó kitérőt Szardíniára, majd 1349-ben Fez érintésével visszatért Tangerbe, ahol kiderült, hogy néhány hónappal korábban édesanyja is meghalt.

### Útvonala 1349–1354 között

#### Spanyolország és Észak-Afrika

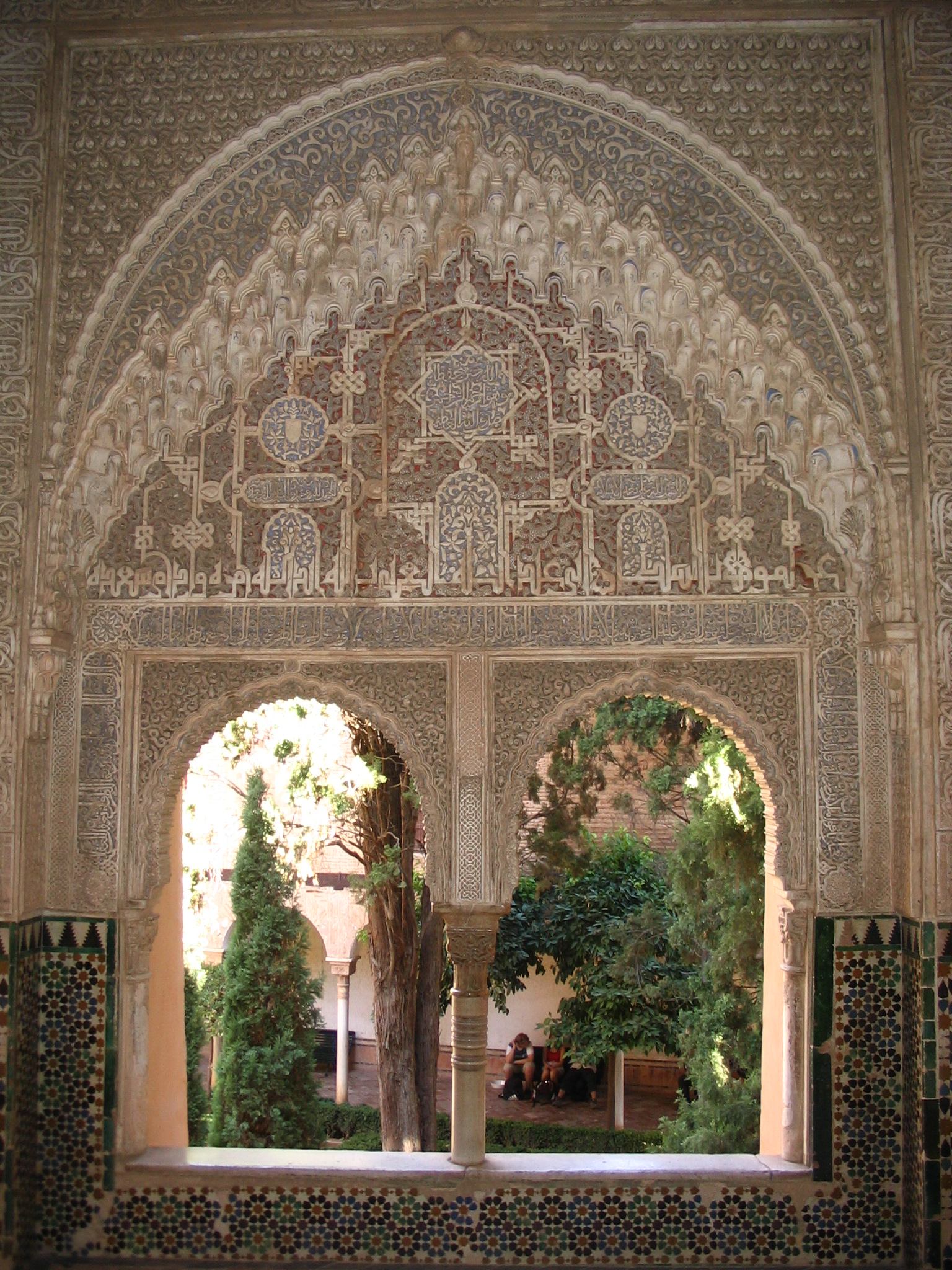
Ibn Battúta meglátogatta a Granadai Emirátust, amely az arab-andalúz népesség egyik utolsó maradványa volt Andalúziában.

Ibn Battúta néhány napos tangeri tartózkodás után útnak indult a muszlimok által ellenőrzött al-Andalúsz területére az Ibériai-félszigeten. XI. Alfonz kasztíliai és leóniai király Gibraltár megszállását tervezte, ezért 1350-ben csatlakozott egy Tangerből induló muszlim csoporthoz, amelynek célja a kikötő védelme volt. Mire megérkezett, a pestis megölte Alfonzot, és az invázió veszélye is elhárult, így az utazást városnéző körúttá alakította, keresztülutazott a Valenciai királyságon és végül Granadában kötött ki.
Al-Andalúszból való távozása után úgy döntött, hogy Marokkón keresztül utazik. Hazatérve megállt egy időre Marrákesben, amely a közelmúltbeli pestisjárvány és a főváros Fezbe való áthelyezése után szinte szellemvárossá vált.

#### Mali és Timbuktu

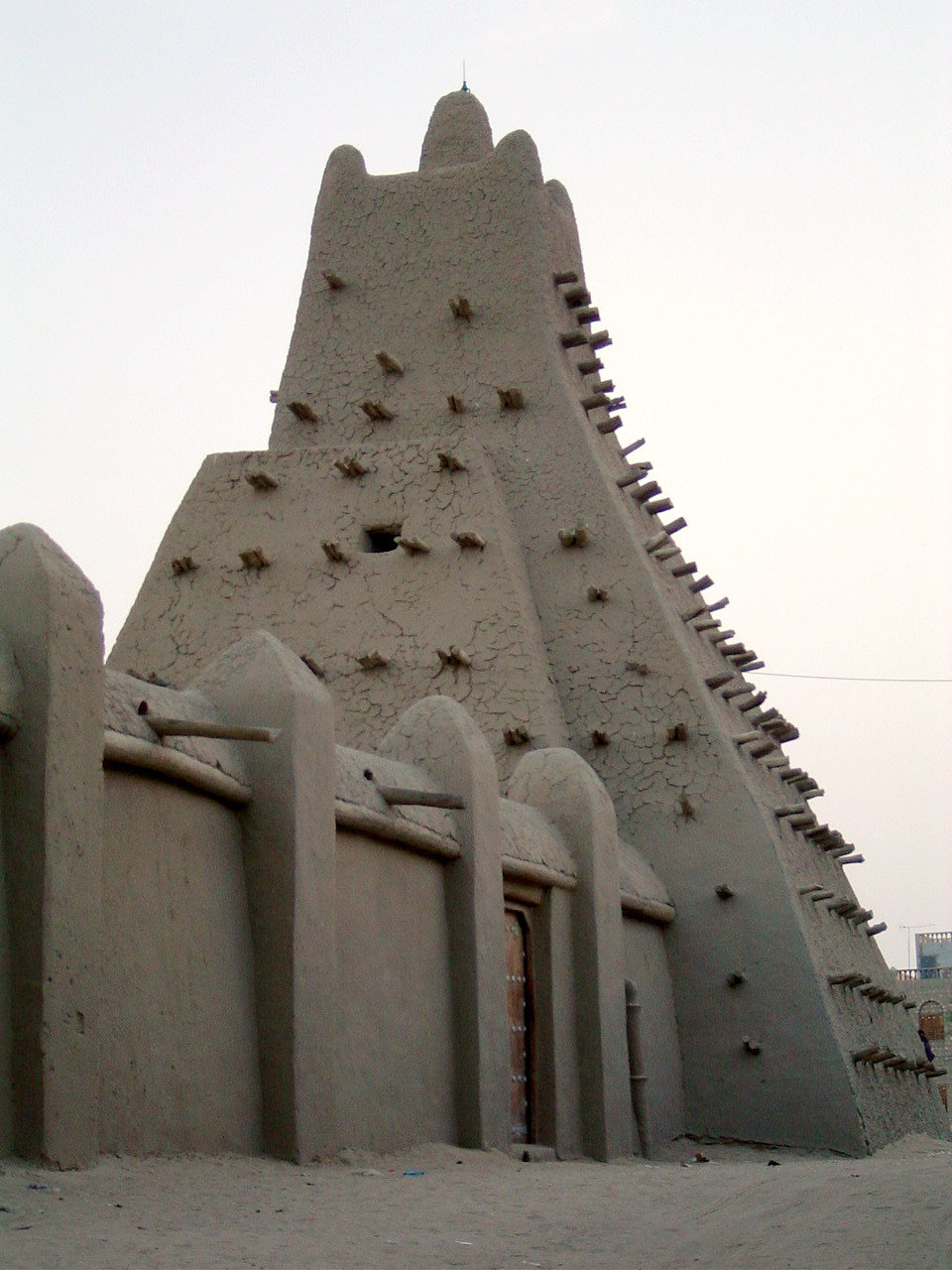
Sankore medresze Timbuktuban, Mali

Ibn Battúta 1351 őszén elhagyta Fezt, és a Szahara északi szélén, a mai Marokkóban található Szidzsilmasza városába tartott. Ott vásárolt néhány tevét, majd négy hónapig maradt. 1352 februárjában ismét útnak indult egy karavánnal, és 25 nap után megérkezett a Taghaza száraz sós tómedréhez. Az összes helyi épületet sótáblákból készítették a helyi maszufa törzs rabszolgái, akik a sót vastag táblákra vágták, hogy tevével szállíthassák. Taghaza kereskedelmi központ volt, és bővelkedett mali aranyban. Ibn Battutára nem tett kedvező benyomást a hely, feljegyezte, hogy legyek gyötörték, és a víz sós volt.
Tíznapos taghazai tartózkodás után a karaván elindult Taszarahla (valószínűleg a mai Bir al-Ksaib) felé, ahol három napra megállt, hogy felkészüljön a hatalmas sivatagon átvezető út utolsó és legnehezebb szakaszára. Taszarahlából egy maszufa felderítőt küldtek előre Oualata oázisvárosba, ahol az elintézte, hogy vizet szállítsanak a négynapi távolságban veszteglő karaván számára. Oualata a transzszaharai kereskedelem útvonalának déli végpontja volt, és akkoriban került a Mali Birodalomhoz. A karavánnak összesen két hónapjába telt, mire Szidzsilmaszából átjutott az 1600 km széles sivatagon.

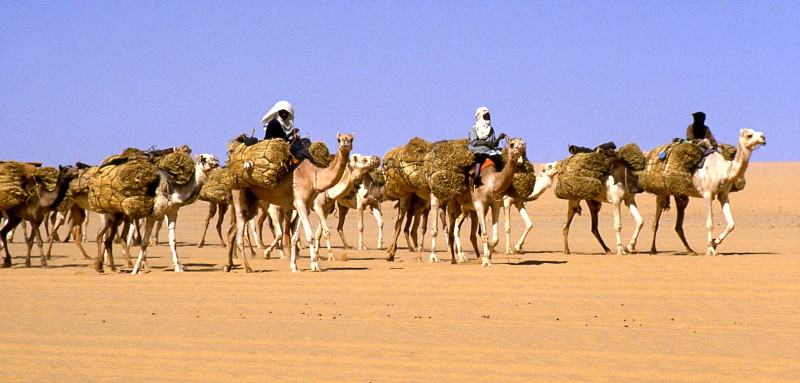
Azalai sókaraván Agadezből Bilmába, Niger

Onnan Ibn Battúta délnyugat felé utazott egy folyó mentén, amelyet a Nílusnak hitt (valójában a Niger volt), amíg el nem érte a Mali Birodalom fővárosát Ott találkozott a mansza Szulejmánnal, aki 1341 óta volt király. Ibn Battúta helytelenítette, hogy a női rabszolgák, szolgák, sőt még a szultán lányai is úgy jártak, hogy testük intim részeit nem fedték el, amit muszlimként illetlennek tartott. A Rihlában azt írta, hogy a fekete afrikaiakat „rossz modor” és „a fehér ember iránti megvetés” jellemzi, és hogy „sokáig csodálkozott gyenge intellektusukon és az alantas dolgok iránti tiszteletükön”.
Februárban egy helyi mali kereskedő kíséretében elhagyta a fővárost, és tevén átutazott Timbuktuba. Timbuktu, bár a következő két évszázadban a régió legfontosabb városává vált, ekkor még viszonylag jelentéktelen volt. Ibn Battúta ezen az utazáson találkozott először a vízilóval. Az állatokra a helyi csónakosok lándzsákkal vadásztak, amelyekhez erős zsinórokat erősítettek. Rövid timbuktui tartózkodás után Ibn Battúta kenuval utazott lefelé a Nigeren Gao felé. Feljegyezte, hogy a kenut egyetlen fából faragták. Abban az időben Gao fontos kereskedelmi központ volt.
Miután egy hónapot töltött Gaóban, Ibn Battúta egy nagyobb karavánnal elindult a Takedda oázis felé. A sivatagot átszelő útja során üzenetet kapott Abu Inan Farisz marokkói szultántól, amelyben a szultán azt parancsolta neki, hogy térjen haza. 1353 szeptemberében elindult Szidzsilmasza felé, egy 600 rabszolganőt szállító nagy karaván kíséretében, és 1354 elején érkezett vissza Marokkóba.;
Ibn Battúta utolsó útvonala bepillantást enged a tudósoknak abba, hogy az iszlám mikor kezdett először elterjedni Nyugat-Afrika szívében.

## A Rihla, és utazásainak kritikája

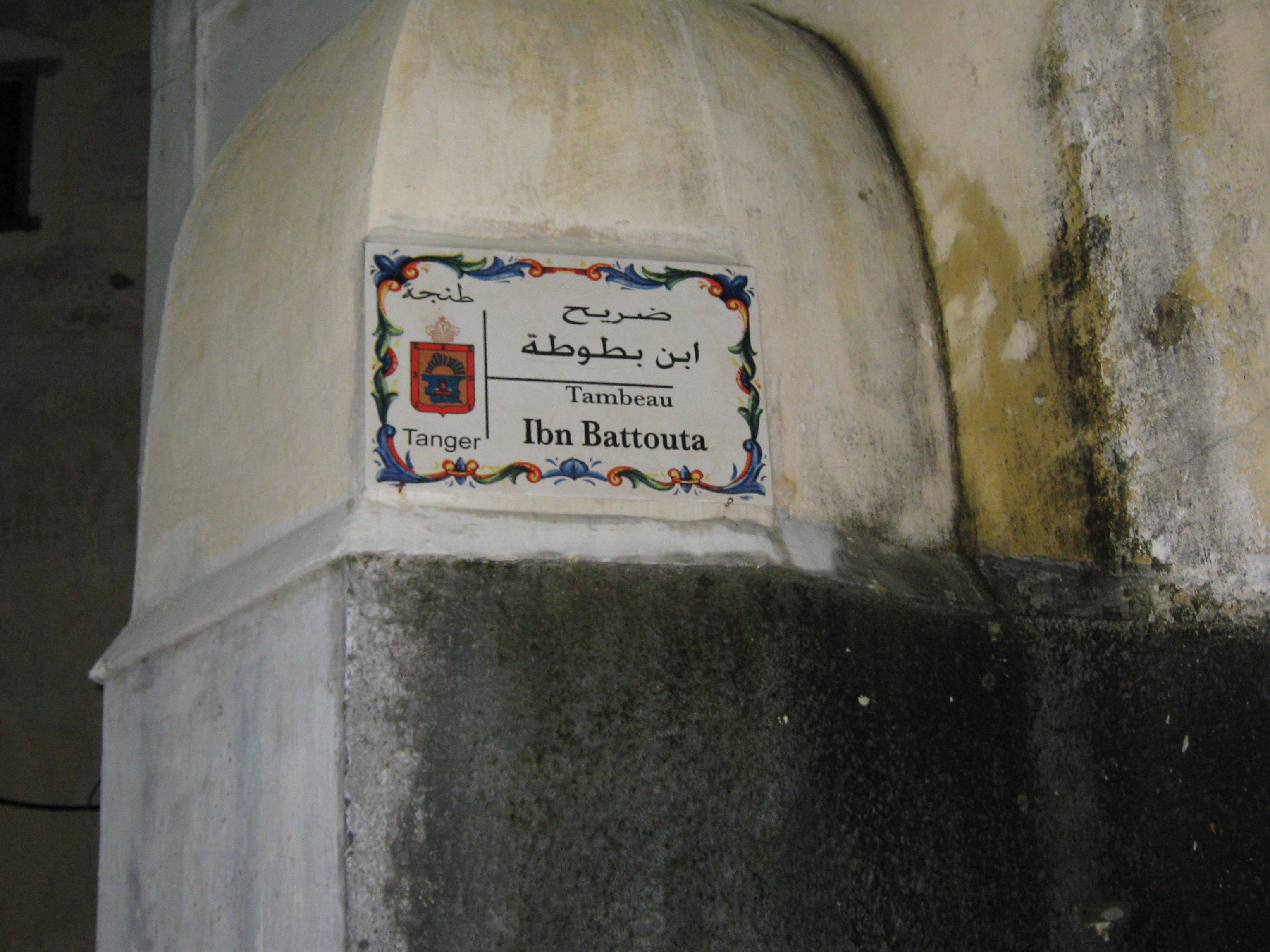
Egy ház Tanger városában, Ibn Battúta sírjának lehetséges helye.

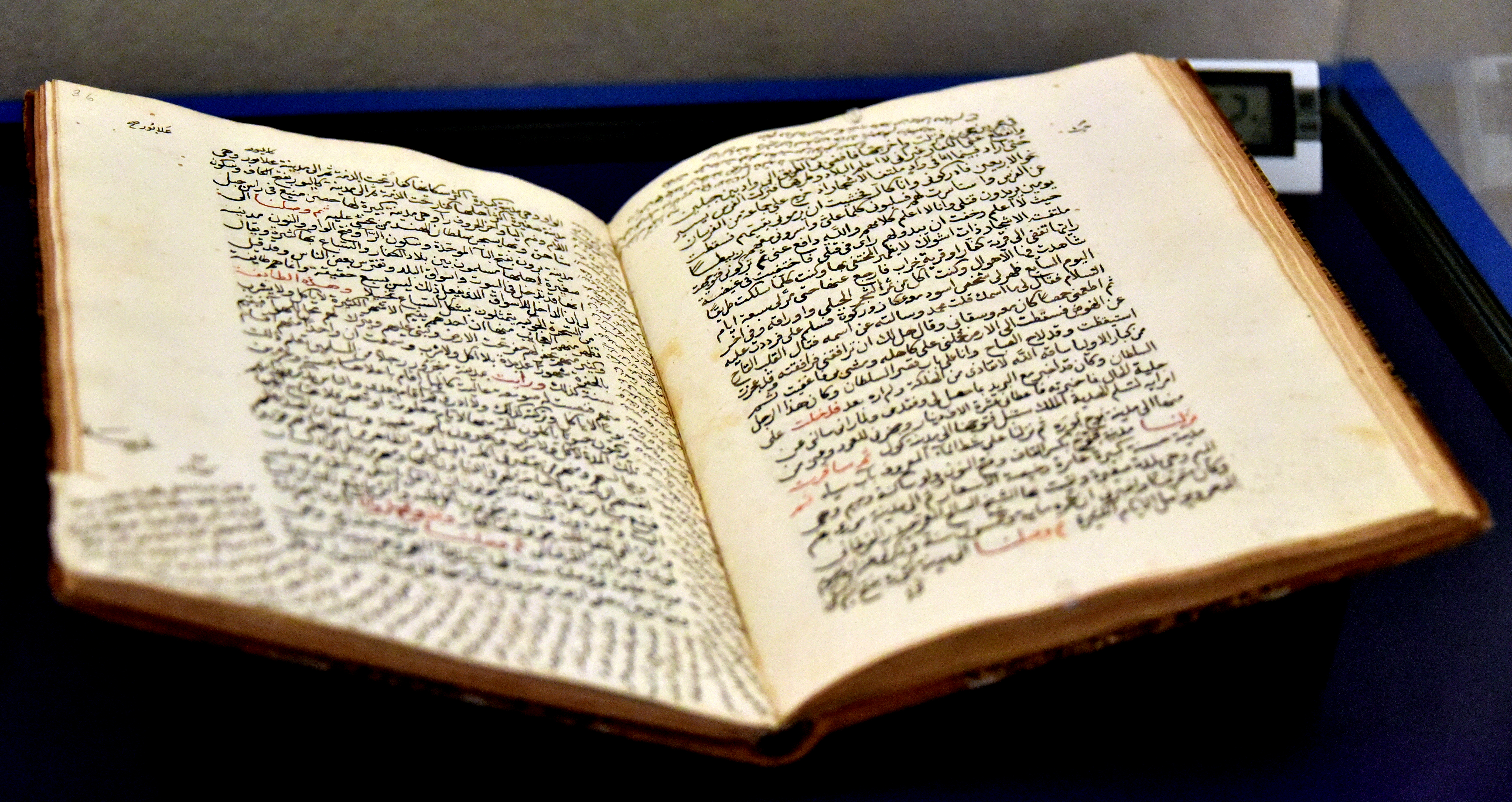
Ibn Battúta útleírásának kiválasztott részleteinek másolata, 1836 k., Kairó

Miután 1354-ben hazatért utazásairól, Ibn Battúta a Marinidák marokkói uralkodójának, Abu Inan Farisznak a javaslatára lediktálta beszámolóját élményeiről Ibn Dzsuzajj mór tudósnak, akivel korábban Granadában találkozott. Ez a beszámoló az egyetlen forrás Ibn Battúta kalandjairól. A kézirat teljes címe a következőképpen fordítható: Mestermű azoknak, akik a városok és az utazások csodáit szemlélik (تحفة النظار في غرائب الأمصار وعجائب الأسفار, Tuḥfat an-Nuẓẓẓār fī Gharāʾib al-Amṣār wa ʿAjāʾib al-Asfār). Gyakran azonban egyszerűen Rihla (الرحلة, Utazások) néven említik.
Semmi nem utal arra, hogy Ibn Battúta huszonkilenc éves utazása során jegyzeteket készített, vagy naplót vezetett volna. Amikor arra került a sor, hogy elmesélje élményeit, a memóriájára és korábbi utazók által készített kéziratokra hagyatkozott. Ibn Dzsuzajj sem tüntette fel egyéb helyről származó forrásait, és a korábban készült útleírások egy részét Ibn Battúta saját megfigyeléseiként mutatta be. Damaszkusz, Mekka, Medina és néhány más közel-keleti hely ismertetése során egyértelműen a több mint 150 évvel korábban írt andalúziai Ibn Dzsubajr beszámolójából másolt át részleteket. Hasonlóképpen, Ibn Dzsubajr palesztinai helyekről szóló leírásainak nagy részét a 13. századi marokkói utazó Muhammad al-Abdari beszámolójából másolta.
Kutatók nem hiszik, hogy Ibn Battúta minden általa leírt helyen járt, és azzal érvelnek, hogy a muszlim világ helyeinek átfogó leírása érdekében hallomásból származó beszámolókra támaszkodhatott, és korábbi utazók beszámolóit használhatta fel. Nagyon valószínűtlennek tartják például, hogy Ibn Battúta Szaráj felől felfelé utazott a Volga folyón, hogy meglátogassa Bulgárt. Komoly kétségek merültek fel számos más útjával kapcsolatban is, például a jemeni Szanaába tett utazását is kétségbe vonják. Vitatott a Balhból a horaszáni Basztámba tett útja, és az anatóliai körútja is.
Ibn Battúta más útjaival kapcsolatos állításának valóságtartalma is megkérdőjelezhető. Például, hogy egy „Abu'l Barakat, a berber” nevű maghrebi (nyugati arab) térítette át a Maldív-szigetek lakosságát az iszlám hitre, ellentmond egy teljesen más hagyomány (tarikh ): a Maldív-szigetek hivatalos története szerint a szigeteken egy Tabrizi Maulana Sejk Juszuf Samsz ad-Dín csodái után tértek át az iszlámra.
Egyes tudósok azt is vitatják, hogy egyáltalán járt-e Kínában. Ibn Battúta Kínáról szóló leírásainak egyes részeit más szerzők műveiből, például Sihab al-Umari „Masalik al-absar fi mamalik al-amsar” című művéből átemelve plagizálhatta, Szulejmán al-Tadzsir, és valószínűleg al-Dzsuvajni, Rasid al-Din leírásaiból és az ún. Sándor-regényből. Ráadásul Ibn Battúta elbeszélése és Marco Polo írásai rendkívül hasonlók, ám ez nem meglepő, mivel ugyanazon témákon osztoznak.
Azonban még ha a Rihla nem is teljesen azon alapul, amit szerzője személyesen látott vagy átélt, a mű fontos beszámolót nyújt a 14. századi iszlám világ nagy részéről. Ibn Battúta például Delhiben ágyasokkal élt együtt. Több nőt is feleségül vett és néhányuktól elvált. Damaszkuszban, Malabárban, Delhiben, Buharában és a Maldív-szigeteken gyermekei születtek feleségeitől vagy ágyasaitól. Ibn Battúta a görögöket „Allah ellenségeinek”, részegeseknek és „disznóevőknek” nevezte, miközben Epheszoszban megvásárolt és ágyasként tartott egy görög lányt, aki csak egyike volt a „háremében” található rabszolgalányoknak Bizáncban, Horaszánban, Afrikában és Palesztinában. Két évtized is eltelt, míg ismét visszatért, hogy kiderítse, mi történt egyik feleségével és gyermekével Damaszkuszban.
Ibn Battútát gyakran meglepték azok a kulturális különbségek, amiket utazásai során megtapasztalt, különösen azokban a régiókban, ahol a nemrég áttért népek helyi szokásai nem illeszkedtek az ő ortodox muszlim neveltetéséhez. A törökök és a mongolok között megdöbbentette a nők szabadsága és tisztelete, le is írta, hogy amikor egy török párt látott a bazárban, azt hihette, hogy a férfi a nő szolgája, pedig az valójában a férje volt.  Úgy vélte, hogy a Maldív-szigeteken és Afrika néhány szubszaharai régiójában az öltözködési szokások túlságosan szabadosak.
Ibn Battúta életéről a Rihla 1355-ös befejezése után keveset tudunk. Marokkóban kádinak nevezték ki, és egyesek szerint 1368-ban vagy 1369-ben, más források szerint 1377-ben vagy 1378-ban halt meg.
Ibn Battúta műve a muszlim világon kívül egészen a 19. század elejéig ismeretlen volt, amikor Ulrich Jasper Seetzen (1767-1811) német utazó-kutató egy közel-keleti kéziratgyűjteményt szerzett, amely között volt egy 94 oldalas kötet, amely Ibn Dzsuzajj szövegének rövidített változatát tartalmazta. Három kivonatot 1818-ban a német orientalista Johann Kosegarten adott ki, egy negyedik kivonatot pedig a következő évben.  A francia tudósok az első kiadásra az orientalista Silvestre de Sacy a Journal des Sçavans című folyóiratban megjelent terjedelmes recenziója révén lettek figyelmesek.
Egy másik rövidített kézirat három példányát a svájci utazó Johann Burckhardt szerezte meg és hagyta a Cambridge-i Egyetemre. Tartalmukról rövid áttekintést adott egy 1819-ben posztumusz megjelent könyvében. Az arab szöveget az orientalista Samuel Lee fordította le angolra, és 1829-ben Londonban jelentette meg.
Az 1830-as években, Algéria francia megszállása idején a Bibliothèque Nationale (BNF) Párizsban megszerezte Ibn Battúta utazásainak öt kéziratát, amelyek közül kettő teljes volt. Két francia orientalista, Charles Defrémery és Beniamino Sanguinetti is tanulmányozta őket. Ők 1853-tól kezdve egy négykötetes sorozatot jelentettek meg, amely az arab szöveg kritikai kiadása és francia nyelvű fordítása mellett tartalmazta magát az eredeti szöveget is. Bevezetőjükben Defrémery és Sanguinetti dicsérik Lee jegyzeteit, de kritikusan nyilatkoznak a fordításról, amely szerintük még az egyszerűbb részeknél is pontatlan.
1929-ben, pontosan egy évszázaddal Lee fordításának megjelenése után, a történész és orientalista Hamilton Gibb kiadta Defrémery és Sanguinetti arab szövegének töredékes angol fordítását. Gibb 1922-ben javasolta a Hakluyt Society-nek, hogy készítse el a teljes Rihla angol nyelvű, jegyzetekkel ellátott fordítását. Az volt a szándéka, hogy a lefordított szöveget négy kötetre osztja, amelyek mindegyike megfelel a Defrémery és Sanguinetti által kiadott kötetek egyikének. Az első kötet csak 1958-ban jelent meg. Gibb 1971-ben halt meg, miután befejezte az első három kötetet. A negyedik kötetet Charles Beckingham készítette el, és 1994-ben jelent meg. Defrémery és Sanguinetti nyomtatott szövegét mára számos más nyelvre is lefordították.

## Történetiség
A német orientalista Ralph Elger fontos irodalmi műnek tartja Battuta úti beszámolóját, de kételkedik a tartalom nagy részének történetiségében, amelyről azt gyanítja, hogy más, korabeli úti beszámolókból összeállított és inspirált fikciós mű. Több más tudós is hasonló kételyeket fogalmazott meg.
Ross E. Dunn 1987-ben hasonlóképpen kétségeit fejezte ki, hogy bármilyen bizonyítékot találnának a Rihla szövegét alátámasztandó, de 2010-ben Tim Mackintosh-Smith egy többkötetes, terepkutatáson alapuló tanulmányt adott ki a Rihlában említett helyszínek tucatjairól, amelyben beszámol a kairói Al-Azhar Egyetem archívumában őrzött, korábban ismeretlen iszlám jogi kéziratokról, amelyeket Ibn Battúta 1326-ban másolt le Damaszkuszban, megerősítve a Rihlában szereplő dátumot, amikor az utazó Szíriában tartózkodott.

## A középkori utazások jelentősége és narratívái
A tizedik században az arab világ az utazási elbeszéléseket a regényhez hasonlóan önálló irodalmi műfajként tartotta számon. Valószínűleg a legrégebbi útleírást 915-ben írta Abu Szaid, Sziráfból. A hagyomány egészen a tizenhetedik századig élt. Ibn Battúta írásai nagy hatással voltak az utókorra, úgy a benne említett tényanyag miatt, mint a kollektív tudatban betöltött jelentőségük miatt. Ugyanilyen hatással volt az olvasóközönségre Marco Polo könyvének száznegyvenhárom kézirata; Hans Staden Warhaftige Historia und beschreibung eyner Landtschafft der Wilden Nacketen c. művének négy kiadása (1557); utazási elbeszélésgyűjtemények, mint például a Bibliotheque Nationale-ban található MS 1380 (Du Fonds Hébreu); Ramusio 1547-ben Velencében kiadott Navigationi e Viaggi című műve, valamint Theodore de Bry Grands Voyages című tizenhárom kötete, amely 1590 és 1640 között egyszerre jelent meg latin és német nyelven. A 13. századtól a keresztes hadjáratok majd a Nyugatot fenyegető mongol hadjáratok felkeltették a kíváncsiságot a Kelet iránt; a 14. században a török fenyegetés újra felébresztette, majd a 15. és 16. században az új kereskedelmi igények fenntartották és táplálták a Kelet iránti érdeklődést.

## Kulturális vonatkozások napjainkban
Az Ibn Battuta Mall Dubaiban az Egyesült Arab Emírségek legnagyobb tematikus bevásárlóközpontja, amely Ibn Battútáról kapta a nevét, és tartalmaz olyan egységeket, amelyek az általa, utazásai során meglátogatott egzotikus tájakat hivatottak rekonstruálni, valamint látható itt az élettörténetének jeleneteit ábrázoló szoborszerű tabló. Kiállították Ibn Battúta monumentális szobrát két másik arab felfedező, a geográfus és történész Al Bakri és a navigátor és térképész Ibn Madzsid mellett a dubaji Mobilitás pavilon kiállításon a Weta Workshop által tervezett Expo 2020 egyik részlegében.
Róla nevezték el a marokkói Tangeri nemzetközi repülőteret.

## Művei magyarul
- Ibn Battúta zarándokútja és vándorlásai; vál. Boga István, ford. Boga István, Prileszky Csilla, bev., jegyz. Germanus Gyula; Gondolat, Budapest, 1964
- Utazás, Serdián Kiadó, Budapest, 2005 ISBN 963-943-133-8

## Fordítás
- Ez a szócikk részben vagy egészben  az   Ibn Battuta című angol Wikipédia-szócikk fordításán alapul.  Az eredeti cikk szerkesztőit annak laptörténete sorolja fel. Ez a jelzés csupán a megfogalmazás eredetét és a szerzői jogokat jelzi, nem szolgál a cikkben szereplő információk forrásmegjelöléseként.